# 東海大學 (台灣)
- 關於其它同名的學校，請見「東海大學」。
- 關於2020年成立的日本國立大學法人，請見「東海國立大學機構」。

東海大學（英語：Tunghai University），簡稱東海、東大，是位於臺灣臺中市的臺灣私立大學，於1955年由亞洲基督教高等教育聯合董事會與台灣基督長老教會等組織共同成立。為臺灣最早以大學建制的私立學校、第二所現代綜合大學、以及首間在臺有基督教新教背景的大學。
東海大學座落於臺中市西屯區大肚山山麓，佔地逾百公頃，是臺灣土地面積最大的私立大學。此外，其早期校園及建築融合現代主義、中國傳統建築與台灣在地元素，兼具建築美學與歷史意涵，被列為中華民國文化資產。而創校至今，東海校友累積約15萬人，其中有14位中央研究院院士，為全臺大學第三多，其餘校友涵蓋多位臺灣政治要員、企業董事、文藝工作者及各國科學或工程學院院士等。

## 歷史

### 構想與籌備

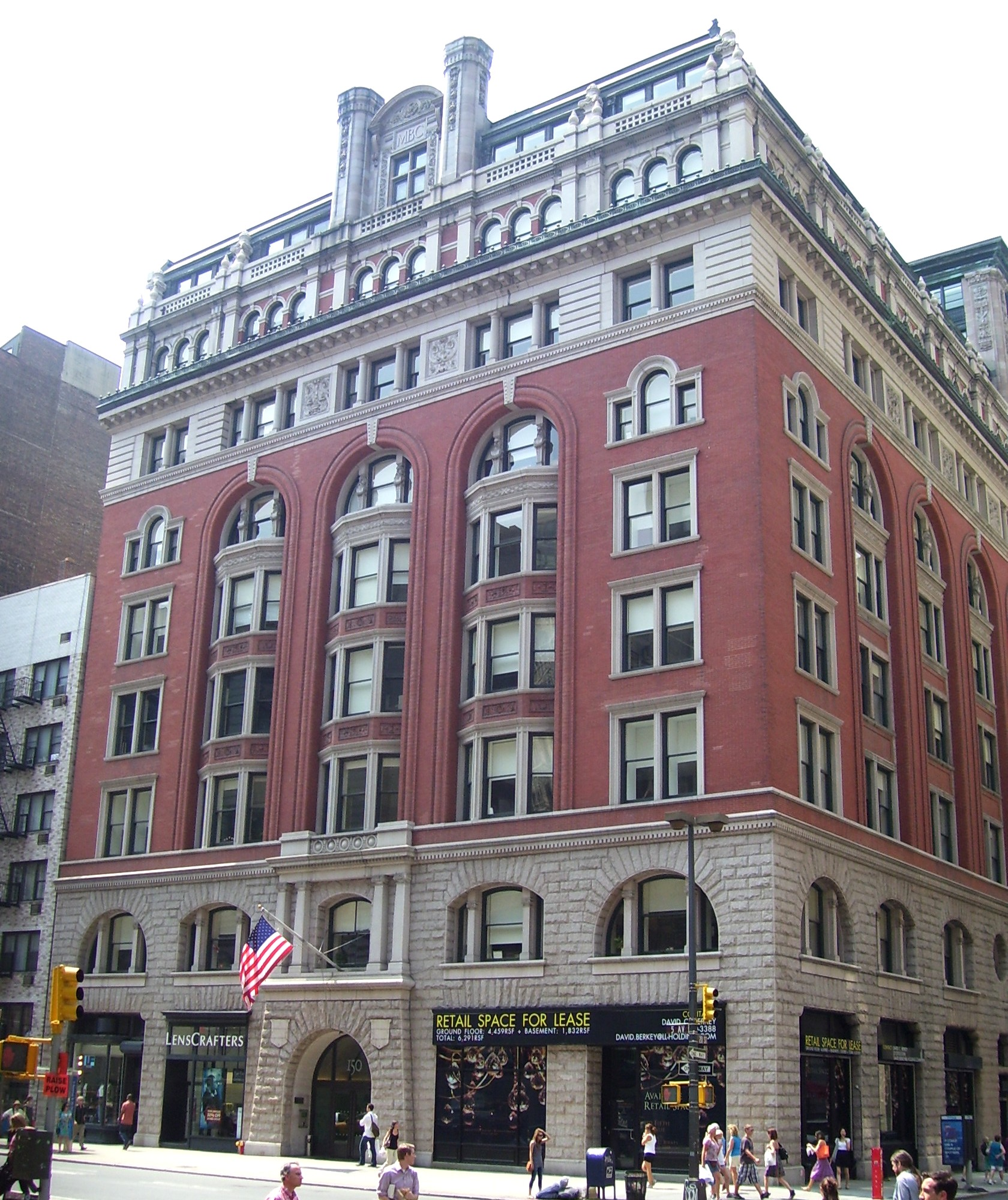
位於紐約的中國基督教大學聯合董事會，是東海大學的創辦成員之一，及早期主要資金提供者。

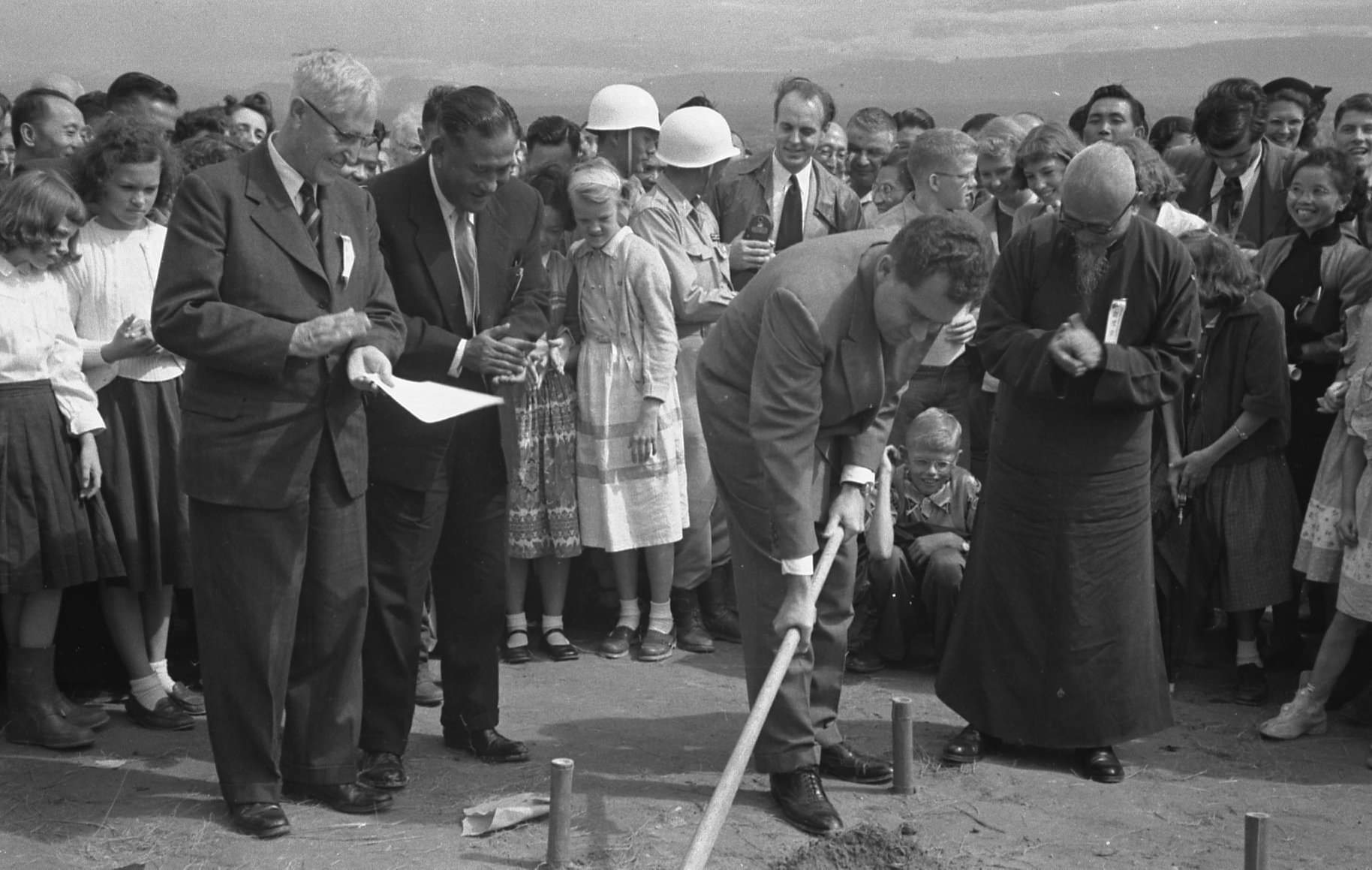
1953年，時任美國副總統理察·尼克森主持東海大學奠基動土典禮（前排左起：葛蘭翰博士、楊基先、理察·尼克森、蔡培火）

1946年，台灣基督長老教會致函中國基督教大學聯合董事會在台灣成立一所基督教的學院，但中國基督教大學聯合董事會當時專注於現有學校在戰後的重建工作，因此拒絕了長老教會的請求。
1949年中華人民共和國成立之後，美國教會過去在中國大陸從事的教育事業岌岌可危。1951年5月中國基督教大學聯合董事會在紐約的年度晚宴上，新任執行秘書長芳衛廉博士（Dr. William P. Fenn）發表演講「視野，無限」（Horizon, Unlimited），提出將基督教高等教育的理想，伸展到中國大陸以外的亞洲地區。:67之後中國基督教大學聯合董事會，也更名為亞洲基督教高等教育聯合董事會（以下簡稱聯董會）。
1952年，中共解散所有教會大學，聯董會也正式全面撤離中國大陸。聯董會為推動教育事業，有意在臺灣設立大學；然而美國聯合長老會代表李伯博士（Dr. Charles Leber）堅持，必須由台灣本地長老會主動提出申請方可在台設校。隨後第二屆台灣基督長老教會總會通過決議，向聯董會建請在臺灣創辦大學，藉以延續中國大陸十三所教會大學的事業。稍早前的1951年6月，蔡一諤與魏德光等人亦向聯董會爭取補助臺灣高等教育。同年9月，東吳大學校友首先向聯董會爭取在臺復校；金陵大學、燕京大學校友也向聯董會建議以「聯合流亡大學」（joint institution-in-exile）之名義在臺復校。:9
1952年2月，聯董會秘書長芳衛廉博士來臺與教育及宗教領袖討論設校條件。4月2日，芳威廉博士向聯董會提出備忘錄，主張新的大學不應是中國大陸任何一所教會大學之翻版：
……臺灣需要的是不一樣的大學。我了解想承襲過去的念頭很強，但如果我們不能成功地抵抗這個想法，我們注定會失敗。——芳衛廉，《我所欲見設於臺灣之基督教大學的形態備忘錄》（Memorandum to the Trustees of the United Board of Christian Colleges in China, on the kin of Christian College I would like to see on Formosa）
芳衛廉強調新設立的基督教大學，應該為臺灣人民服務，並對聯董會建議該大學應理想人數應為500至600人、教職員必須全職、師生全體住校、課程要包含基督教育與活動等，並另外提到教會領袖、教會學校校友以及吳國楨等政界人士都在推動這一建校計劃。:75。芳衛廉於夏天再次訪臺，與教育部長程天放會談，解釋聯董會的動機，消除政府對創立「不一樣的大學」（different nature of the proposed institution）之擔憂，隨後獲得行政院同意與總統秘書長王世杰的支持。:76
1953年3月，聯董會聘請南加州大學教授陳錫恩博士為駐台代表，負責籌備建校前置工作。臺灣各縣市聞悉美國基督教欲在臺灣創設大學時，紛紛爭取設校於其地區，其中以陽明山與台中市競爭得最為激烈。5月19日，黃武東牧師代表台灣基督長老教會赴抵紐約，參加聯董會會議並正式決議在台設校:216-218。6月11日，由聯董會派歐柏林學院前神學院院長葛蘭翰博士（Dr. Thomas W. Graham）為該會代表，偕同芳衛廉博士抵台與台灣基督長老教會代表共同成立建校籌備處及董事會，並推舉杭立武為籌備處主任及首任董事長，董事會於該年10月2日正式成立。
6月15日，杭立武來台中與市府會商和勘地結果，遂即擇定在西屯區水掘頭地方一帶，為東大的建校地址，然而原本台中市政府的無償贈予的承諾，因當時臺灣省地政處認爲面積過大，且有農地在內，有意核減，經杭立武與省政府俞鴻鈞主席及浦薛鳳秘書長兩度商洽，方獲臺灣省政府同意。翌年省政府又因國防部以距水湳機場過近，有國安疑慮為由，反對而下令暫緩移交，最後商請宋美齡出面才獲准。:222-2238月31日，籌備處向社會各界廣泛徵求校名建議，並就除了文學院和理學院以外，第三學院的設立方案進行徵詢。之後，校名採用凌純聲建議之「東海大學」一名；而第三學院案，經各界建議與諮詢教育部後，籌備處提議籌辦醫學院，惟聯董會認為醫學院需款甚鉅否決。
1953年11月8日，時任美國副總統理察·尼克森偕同妻子帕特·尼克森訪臺，並由狄寶賽邀請，於休戰日（11月11日），蒞臨大肚山主持東海大學奠基動土典禮並發表演講，象徵臺美兩國間之教育合作，以及提升軍事與經濟上之交流，並期許臺灣成為「不僅是軍事和經濟上的堡壘，而且還是文化、精神力量的堡壘」。該項典禮於是日上午10時15分於校門口附近舉行，到場官員包括敎育部長程天放、美國駐華大使藍欽、中臺灣五縣市首長、總統府、外交部官員及各界人士約一千餘人參加。
1953年11月19日，紐約的東海大學委員會否決聯董會駐地建築師楊介眉的設計方案，決議「徵求比較不那麼俗套刻板的替代方案。」12月17日，聯董會決定舉辦國際競圖，參賽者包括高而潘、隋洪林、金長銘、吉阪隆正和林慶豐等人，總共收件22份，評審則包括三位校董會成員（蔡一諤、彌迪理（Harry Daniel Beeby）、蔡培火），加上芳衛廉、北京協和醫學院設計師哈利·赫西（Harry Hussey）與聯董會在上海華東大學的設計師貝聿銘。最終由林慶豐與吉阪隆正團隊獲得首獎。
1954年2月14日，貝聿銘與秘書長芳衛廉博士來台，實地瞭解並再次勘查東海大學校地。2月27日，東海大學第5次董事會議上，貝聿銘稱收到的競圖「標準太低，實無一人足以當選」，最終芳衛廉決定委託貝聿銘，為東海大學進行整體校園規劃。後再經華特·葛羅培斯推薦，陳其寬與張肇康加入校園設計及進行校舍興建工作。4月，聯董會聘請范哲明（Paul Prince Wiant）擔任駐台「業主代表」，主持管理建築事宜，直接在地處理東海建校各種建築、工程的相關問題；林澍民建築師隨後也加入駐台團隊。11月1日，楊介眉建築師辭職。此後，校園設計的分工形成兩組：紐約的貝聿銘、陳其寬與張肇康團隊，及駐台的范哲明與林澍民。
1954年5月8日第7次董事會議上，議決聘請聯董會代表陳錫恩為代理校長。8月16日第13次董事會議，再提議聘請由陳錫恩擔任首任校長，但教育部認為陳錫恩具雙重國籍且反共立場不夠堅定，恕難同意，故之後改由曾約農擔任校長。原定於1954年12月開課，但因校地交接問題，延至隔年秋季開學。:41-43
1955年2月，貝聿銘表示對台灣寄來的第一批施工圖「徹底的不滿意」，並且覺得發展設計者「完全不了解設計的基本精神」。同年9月，范哲明退休。1956年，貝聿銘親自來台勘查，對校園景觀與施工品質表示失望，先後派遣張肇康和陳其寬前來台灣，並撤換林澍民。至此，校園設計完全由貝聿銘團隊接手。
| 姓名                                      | 國籍     | 學經歷                                               |
| ----------------------------------------- | -------- | ---------------------------------------------------- |
| 杭立武                                    | 中華民國 | 倫敦政治經濟學院博士 國立編譯館館長。                |
| 葛蘭翰（Thomas W. Graham）                | 美國     | 麥卡利斯特學院神學博士 奧伯林學院神學院院長          |
| 蔡一諤                                    | 中華民國 | 耶魯大學文學士 臺灣省府農復會會計長                  |
| 黃彰輝                                    | 中華民國 | 劍橋大學西敏斯德神學院畢業 台南神學院院長            |
| 誠恩慈                                    | 中華民國 | 金陵女子文理學院體育系畢業 金陵女子中學建校委員會    |
| 安慕理（Boris Anderson）                  | 英國     | 英國長老教會宣教師 台南神學院教新約教授、副院長      |
| 明有德（Rev. Hugh MacMillan）             | 加拿大   | 愛丁堡大學博士 台北聖經書院院長 基督教青年會副理事長 |
| 蔡培火                                    | 中華民國 | 東京高等師範學校畢業 行政院政務委員                  |
| 康妮（Constance Lee Stanton de Beausset） | 美國     | 布林莫爾學院文學士 台北國際婦女會會長                |
| 魏德光                                    | 中華民國 | 耶魯大學博士 泛美信義會國外佈道部總幹事              |

### 創辦初期

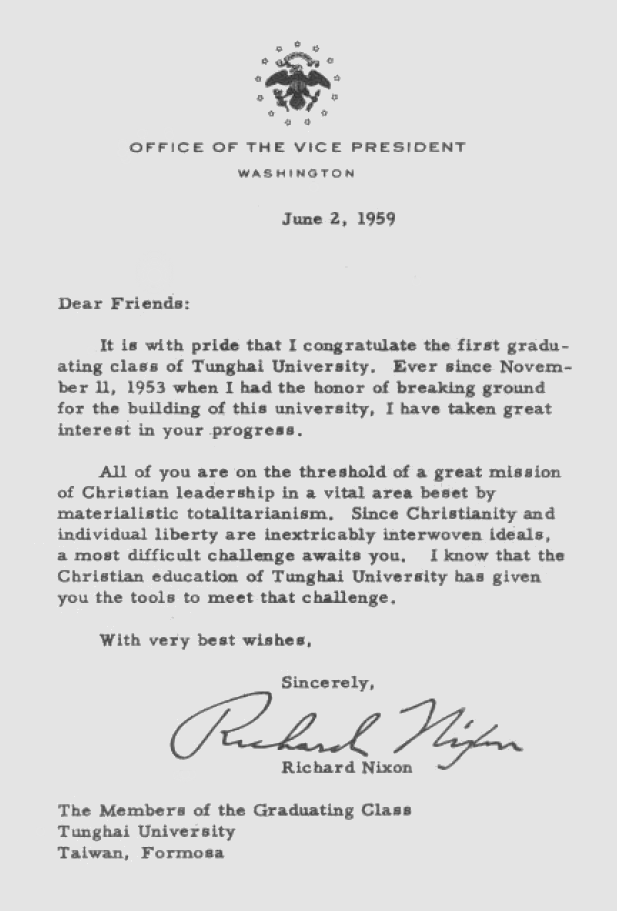
1959年，東海舉行首屆畢業典禮，美國副總統理察·尼克森致信祝賀

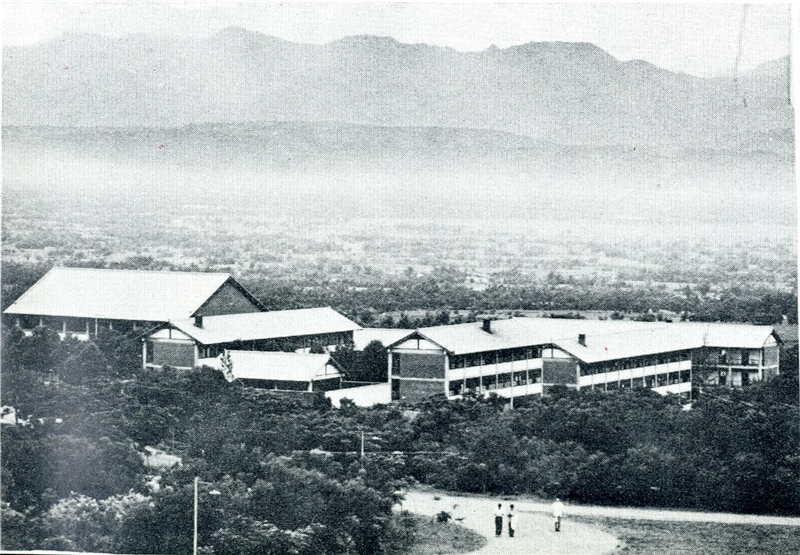
東海第一批男生宿舍，攝於1962年

1955年，招收第一屆新生，曾約農為首任校長，僅有文學與理學兩院。文學院下設中國文學系、外國語文學系、歷史學系。理學院下設物理學系、化學學系、生物學系、化學工程學系。:53由於東海尚在籌辦階段，不能參加大專聯合招生考試只能自行舉辦入學考試，8月9日分別在台北、台中兩區舉行，5800人報考，錄取200名，分別為150名男生與50名女生，其中55%學生為外省人。而每學期學費為1400元新台幣。
1955年10月17日，美國肯塔基州伯里亞學院的教育委員蕭查理博士，接受聯董會的邀請，來東海擔任勞作指導室顧問五個月。9月各校紛紛開學，東海因設備未完成，延後到10月31日才開學。11月2日於約農路上的臨時倉庫舉行創校奉獻典禮，定為校慶日。:57-66典禮由穆藹仁（Donald Maclnnis）牧師主持，與會者包括台中市長林金標、教育部官員及時代雜誌等媒體，首任校長曾約農先生在創校典禮中說：「開創將是我們的格言」（Pioneering will be our watchword）闡明東海的創校精神。蕭查理博士、首任指導長楊書家博士及繼任的白克文（Fenton Babcock）博士，將勞作教育深植於東海校園，東海大學是台灣最早辦理勞作教育的大學。
1956年，聯董會聘請菲律賓西利曼大學校長賈爾信來臺協助設立第三學院，賈爾信建議設立「社會科學院」，獲東海董事會支持通過，但隨後遭教育部否決。:501957年，吳德耀博士接任第二任校長。同年10月，亨利·路思義透過亨利·路思義基金會（The Henry Luce Foundation）宣布捐贈10萬美金興建路思義教堂。1959年6月22日，東海舉行首屆畢業典禮。:141-14412月5日學校通過成立第三學院——「工學院」，並於隔年正式成立。:60
東海大學創校初期，約八成的資金來源依賴海外捐助。1962年，聯董會開始推動財務自主政策，逐漸降低補助，至1970年，聯董會對東海的資助已減至五成。1966年，吳德耀赴美考察，並與聯董會多次交涉，隔年發表的《校長報告書》中闡明東海的財務困境。:691968年，聯董會計畫在其下各大學成立捐贈基金，以減輕聯董會的經濟壓力:134。
芳衛廉在《我所欲見設於臺灣之基督教大學的形態備忘錄》第十一點中提到，東海教職員的待遇「應優於國立大學」，因此創校初期東海教職員薪資約為國立大學的三倍，惟至1960年代末期，隨著聯董會等海外組織逐年遞減經費補助，加上台灣長老教會淡出董事會等因數，即使加強本地組織募款，仍無法彌補財務缺口，東海教職員的薪資也已無法與國立大學抗衡。面對此困境，部分學校教授提出擴大招收學生並成立夜間部以增加收入，並取消全體學生住校與普遍小班制教學等措施縮減開支。然而，吳德耀認為擴大招收學生並成立夜間部，將損害東海大學的聲譽，在1968年致校內的發展委員會之長函中表明：「一個好的聲名也是一筆財富，一旦失去，就很難再挽回。」並強調即便以財政利益而言，對東海也無益，因為要獲取資助「必須保持我們的水準和聲譽」。:71
1968年5月31日董事會議上，做出四年之內增收學生至1200人的計畫，而關於成立研究所以及夜間部的計畫仍暫時擱置。1969年4月，吳德耀校長在經過一連串的爭議後，於《本校今後之發展方針》報告中表示，擬增加學生人數與增設院系成立研究所、研究中心，至於夜間部的開辦則尚未有決議。:263-2641970年7月底，吳德耀在爭論中遞交辭呈，並於次年獲董事會批准，結束其14年的校長任期。:11-12

### 轉型與擴大

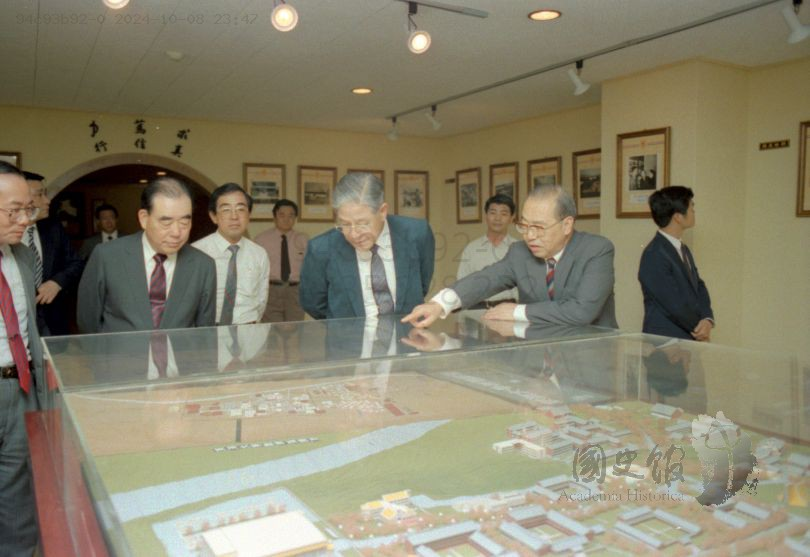
1989年，梅可望（前排右一）向時任總統李登輝（前排右二）介紹東海大學的各項新設施，此時東海在梅可望的主導下已成為學生破萬的大型大學

1970年10月21日，聯董會秘書長勞比博士（Dr. Paul T. Lauby）來台參加東海董事會，在會中強調希冀東海盡早爭取本地的經濟資源，確立東海與聯董會的新關係，促使東海加速轉型與擴大。:691971年，吳德耀辭職後，由教務長唐守謙代理校長一職。:12同年學生人數突破1200人，原本規畫為800人的圖書館不敷使用，聯董會與克雷斯吉基金會補助東海擴建圖書館:135（今行政中心），在原館後方興建為一座5層大樓。
1972年5月9日，董事會宣布謝明山接任第三任校長，東海在謝明山主導下持續擴大招生，其6年校長任期內主要政績包括：學校行政會議由英文改用中文、成立夜間部、設立農牧場、增加系所數量及擴大行政組織，至其卸任前，學生人數已達5000人，但仍是當時臺灣私立大學中人數最少的學校。:12、70-751974年6月，聯董會批准兩項決議：創立捐贈基金，並逐步停止對東海大學的基本資助，部分的其餘資助也改以借貸方式進行。:1341975年夏天，查良鑑董事長向中華教育文化基金會募得的商學院大樓（今為創意學院大樓）開始興建，商學院於1976年正式成立。
1978年，梅可望擔任校長，為開源節流，而精簡人事制度，並大力擴張學校，任內成立農學院及法學院（今社會科學院）外，學生人數亦增至13000人。此外，1979年起東海開始大興土木，1979年3月，興建第一教學大樓（今人文暨科技館），並在同年11月2日落成。1980年11月6日，第二教學大樓（今農學院）舉行開工典禮，1981年11月2日舉行落成。1983年，女生宿舍擴建、學人宿舍（教師宿舍）、網球場、附小教學大樓等設施同時完工。1984年，新圖書館開始興建，1985年4月9日啟用。1986年11月2日，夜間部大樓落成（今法律學院），是唯一低於文理大道的大樓。除上述建設外，梅可望校長任期內完工的工程包括中正紀念堂、基督教活動中心、校友會館、東海湖、邦華游泳池等:12、86-91
除組織變革及校園建設外，1984年6月19日《蓬萊島週刊》刊出〈梅可望當家，東海沒可望〉一文，批評國民黨控制大學校園，安排黨國色彩濃厚的學者擔任大學要職，並且批評時任東海大學校長梅可望及東海大學哲學研究所所長馮滬祥，爆發蓬萊島事件，最終導致陳水扁、黃天福、李逸洋入獄。
1992年，梅可望卸任前後，在當時由李遠哲引起的「教授治校」風潮下，校友大聲疾呼選出東海校友擔任校長，之後董事會聘請阮大年接任校長，是東海首位具有校友身分的校長。阮大年與接任的校友王亢沛，兩位校友前後掌管校政長達12年。隨著學生人數增加，原有教學區空間缺乏，2001年4月13日，東海董事會第29屆第一次會議，決議推動開發「第二教學區」，主要設施包括管理學院大樓、美術系系館、音樂系系館學生與教師宿舍。:106-1292003年1月3日，第二教學區規劃案中的「管理學院大新建工程」由張樞建築師事務所得標。
2004年，程海東接任校長。2005年3月16日，第二教學區開始施工，並於2007-08年陸續啟用。
2013年，湯銘哲接任校長。2015年，董事會以湯銘哲違反專任及行政等缺失而遭董事會決議停職，剩餘任期由林振東代理。然湯銘哲則指，東海大學被萬年董事把持且不當介入校園工程，因欲處理，方被董事會停職。
2016年，王茂駿出任校長。2017年9月26日，臺中市文化資產處以「路思義教堂及鐘樓」將校內建築路思義教堂與畢律斯鐘樓登錄為臺中市定古蹟，衛理會館、原藝術中心登錄為歷史建築。2019年4月25日，文化部文化資產局公告將路思義教堂升格為國定古蹟，而畢律斯鐘樓仍維持市定古蹟。2020年，文化部文化資產局再將「東海大學早期校園校舍檔案」列入臺灣世界記憶國家名錄。2021年，東海大學早期校園被登錄為文化景觀。
2022年，張國恩接任校長。5月13日，原藝術中心登錄為市定古蹟。2024年明道大學停辦後，原明道大學智慧暨精緻農業學系由東海大學接收改為智慧暨精緻農業學位學程（進修學士班）並租用明道有機農場設立彰化埤頭校區，由原系主任繼續帶領該系學生原校完成學業。

## 歷任校長
| 任別 | 姓名   | 任期                 | 備註                                                                                         |
| ---- | ------ | -------------------- | -------------------------------------------------------------------------------------------- |
| 1    | 曾約農 | 1955年－1957年       | 礦冶背景，東海大學首任校長與終身榮譽校長。校門幹道以其命名。                                 |
| 2    | 吳德耀 | 1957年－1971年       | 政治學家，曾任東海大學文學院院長。離任後唐守謙代理。第一校區第二軸線道路以其命名。           |
| 3    | 謝明山 | 1972年－1978年       | 化工學家，曾任東海大學工學院院長。                                                           |
| 4    | 梅可望 | 1978年－1992年       | 警政背景，曾任中央警官學校校長。                                                             |
| 5    | 阮大年 | 1992年－1995年       | 化學家，首位具校友身分的校長，曾任國立交通大學校長。                                         |
| 6    | 王亢沛 | 1995年－2004年       | 物理學家、東海校友，曾任國立臺灣大學物理系系主任。                                           |
| 7    | 程海東 | 2004年－2012年7月    | 物理學家，曾任香港城市大學物理及材料科學系系主任。於校長任期屆滿前一年提前辭職，葉芳栢代理。 |
| 8    | 湯銘哲 | 2013年2月－2016年1月 | 醫學家。2015年6月，被董事會除權，不得行使職權，林振東代理。                                  |
| 9    | 王茂駿 | 2016年2月－2022年1月 | 人因工程專家、東海校友，曾任國立清華大學工學院院長。                                         |
| 10   | 張國恩 | 2022年2月－迄今      | 電機專家，曾任國立臺灣師範大學校長。                                                         |

## 學校象徵

### 校名
籌備處在創校前曾提出玉山、海東、協和、聖保羅等名稱。首任董事長杭立武見該地適在臺灣海峽的東側，傾向用「海東」兩字，最後經羅家倫提議，採用凌純聲建議「東海」一名更佳，乃告決定。英文校名為「Tunghai University」，縮寫為THU。
「東海」一名除了有海峽之東之意，亦引淮南子「東海有君子之國」之語意。及陸象山語錄：「東海有聖人焉，其心同，其理同；西海有聖人焉，其心同，其理同。」

### 校訓
東海大學校訓為「求真、篤信、力行」（Truth, Faith, Deeds—Truth attained through Faith expressed by Deeds），源自於教育理念：真理為體，信行為用。真本天道，行維人倫。信出於己，行及於群。群不滅己，己不篡群。三者既通，學貫天人。此校訓係由吳德耀校長與文學院顧敦鍒院長，於1958年所研擬加以修訂而成。

### 校匾

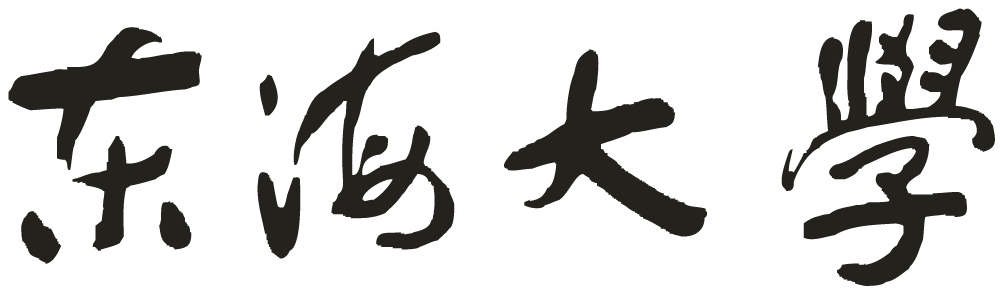
于右任所書之東海大學標準字

1951年3月，東海校匾完工，懸掛於行政大樓。匾為紅檜所製，樹齡逾一千三百年，匾面「東海大學」四字，係于右任墨寶。

### 校徽與校旗
東海校徽與校旗圖案，皆為陳其寬設計。1958年1月16日學校初步通過陳其寬設計的校徽。藍色象徵汪洋碧海；白色線條由窄而寬逐漸上升，象徵東海如旭日東升，至於無窮；黃色則代表中國的宗教建築顏色。三鏈環代表東海校訓：求真、篤信、力行，十字則象徵基督教的精神。
校徽的設計最初由陳其寬採用「反透視」的設計理念，呈現倒三角形的造型。後來，校徽被修改為圓形，並增添多層設計元素。在圓形外緣增加了一道藍色的粗圓條，內部則保留了原校旗設計。圓形中心包含中英文校名及創校年代，均以藍色呈現，而中文校名部分則保留原校旗設計的黃色。最外層環繞1圈藍色圓圈，鑲嵌23片花瓣邊，象徵「123自由日」的自由精神。

### 校歌
1955年5月，蔡培火以白話字擬作東海大學校歌，但未被採用。1957年10月22日正式對外徵求校歌歌詞，1958年5月1日採納由李抱忱博士譜曲，中文系孫克寬草擬，徐復觀教授定稿的歌詞。校歌內容包涵中華文化和基督教文化，表達中西文化精神融合的願景。
然而，由於校歌中「求仁與歸主，神聖本同功」，「神」被解釋為西方的上帝，「聖」則指東方的聖人。董事會中教會人士認為，將東方的聖人（人）與西方的上帝（神）並列，違背基督教教義。因此，在1958年10月22日的董事會上，時任董事長周聯華宣布禁止演唱校歌，並將原《東海大學校歌》暫時更名為《東海大學歌》。直至1972年，謝明山校長成立選擇校歌委員會，並於1975年10月20日的行政會議將《東海大學歌》定為校歌，並提請董事會決議通過，沿用至今。

## 組織

### 教學單位
1955年創校時，最先設立文學院和理學院，目前共有九個學院，共提供38個學士學位課程及45個研究所課程。

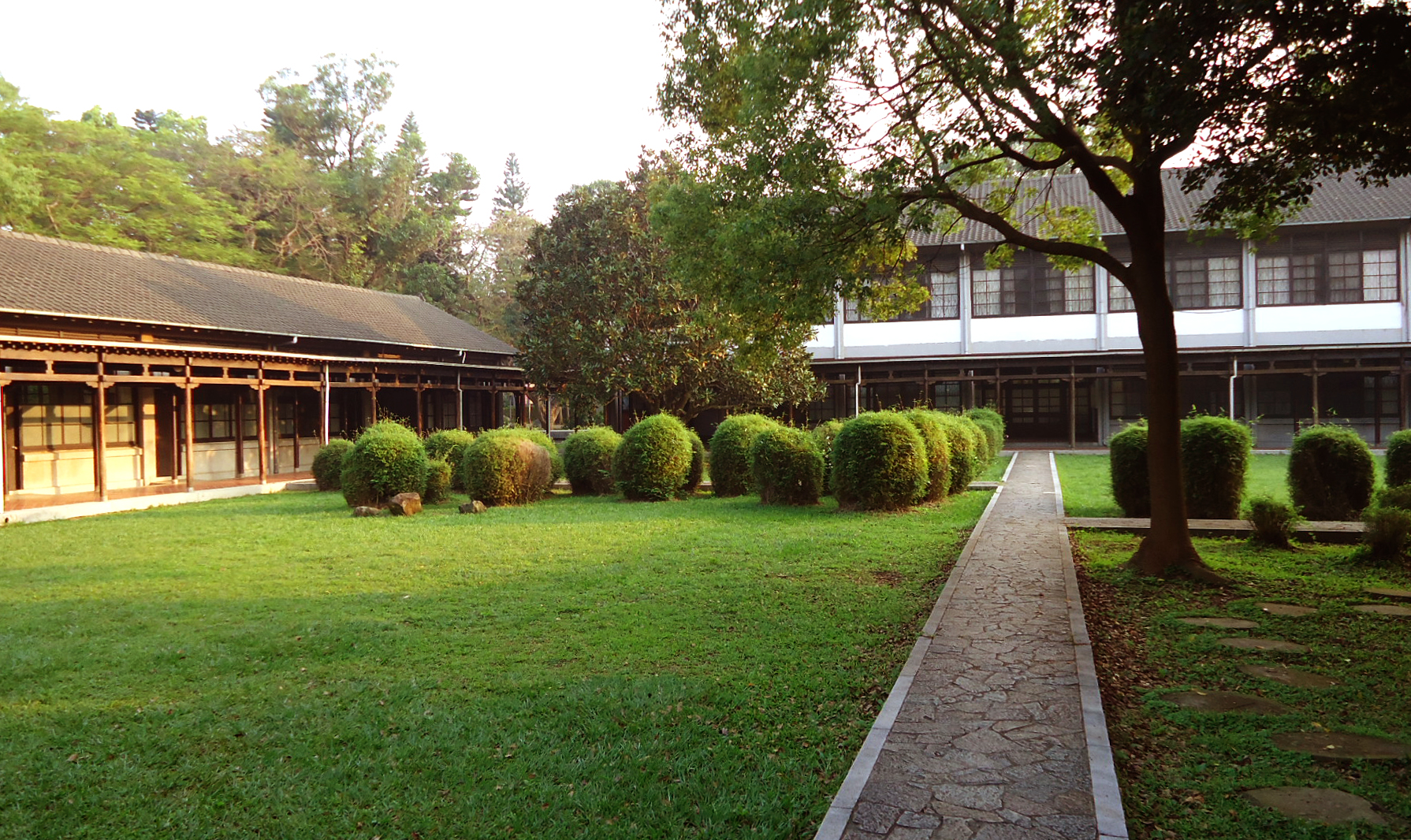
文學院
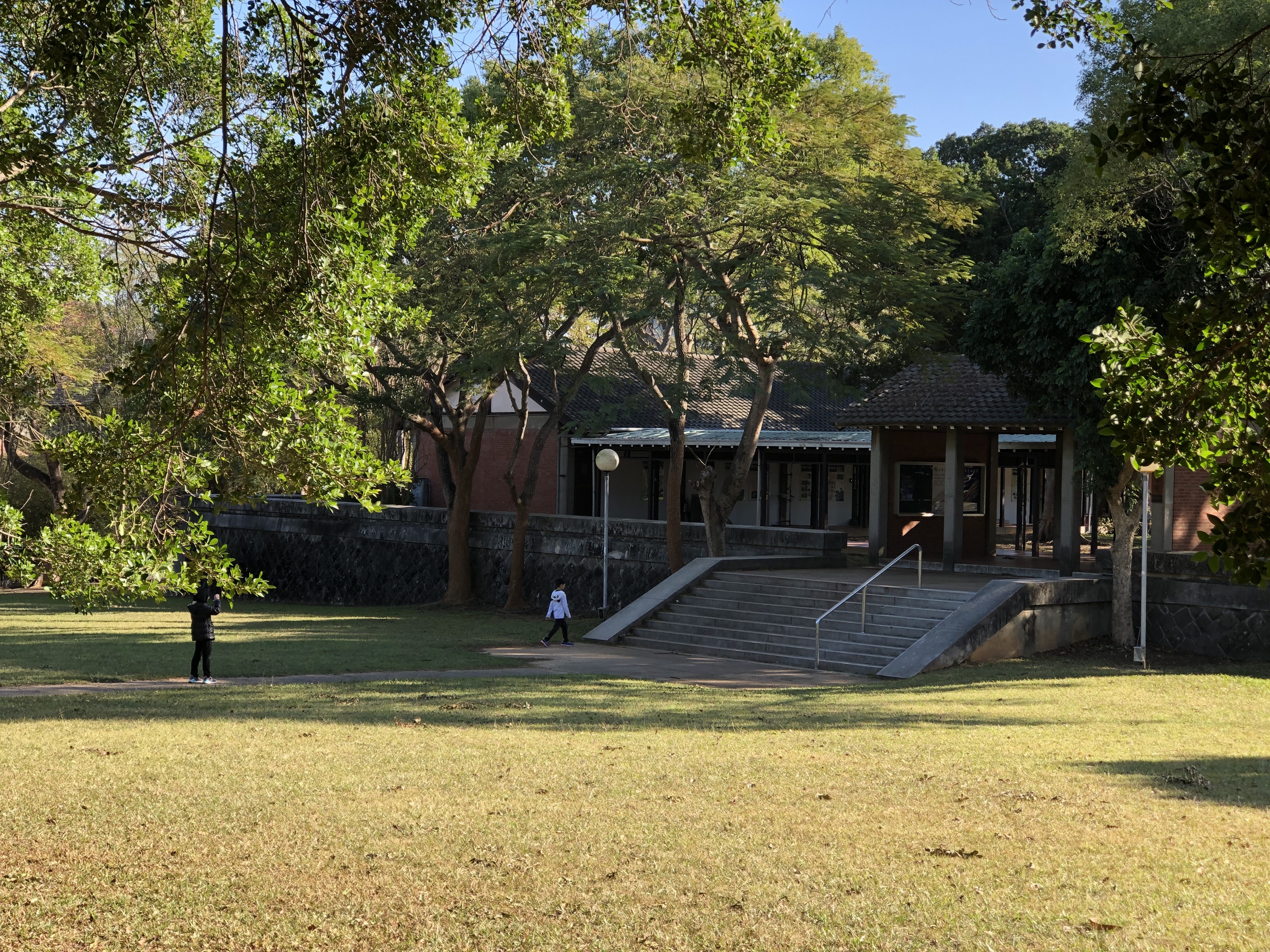
理學院
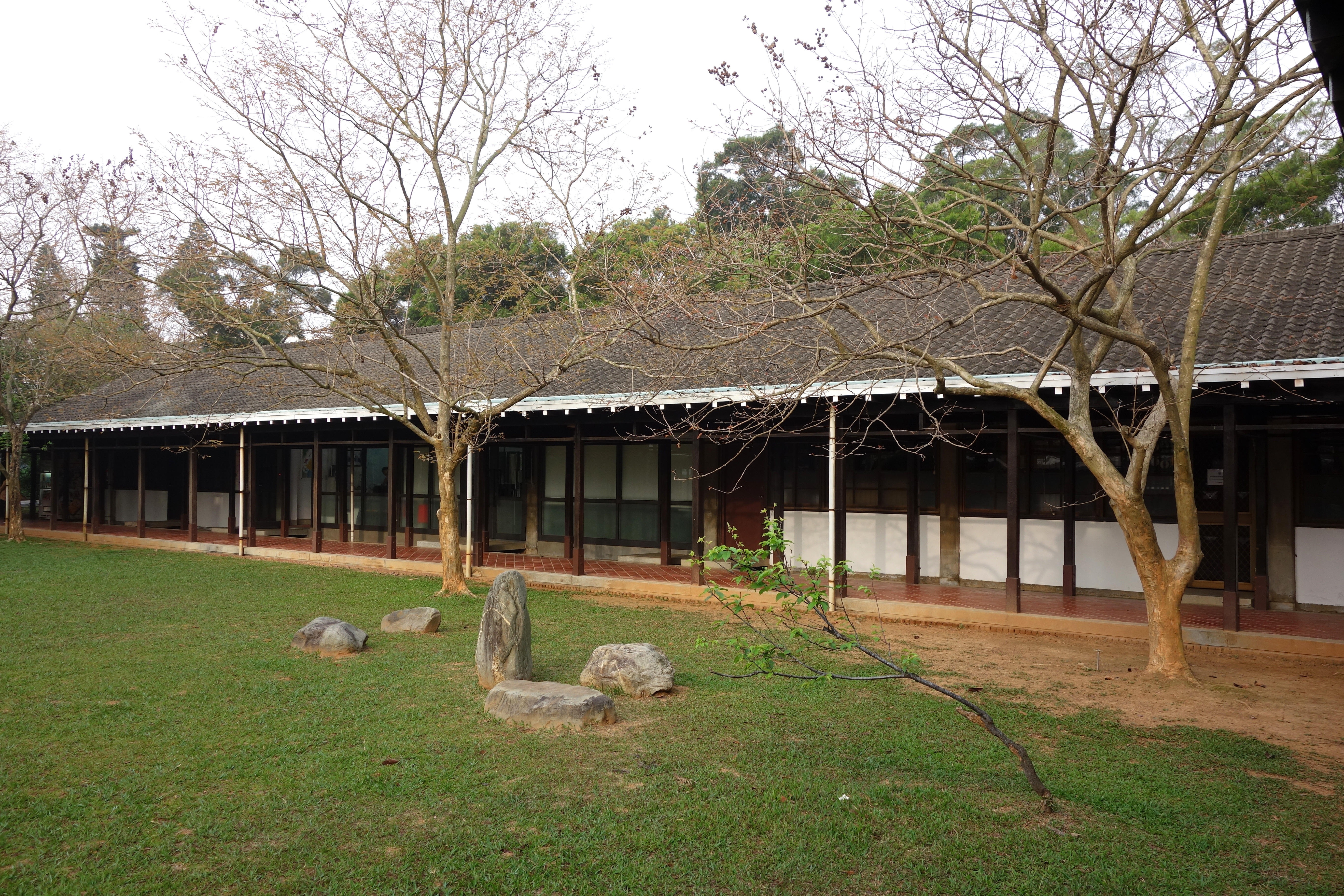
工學院
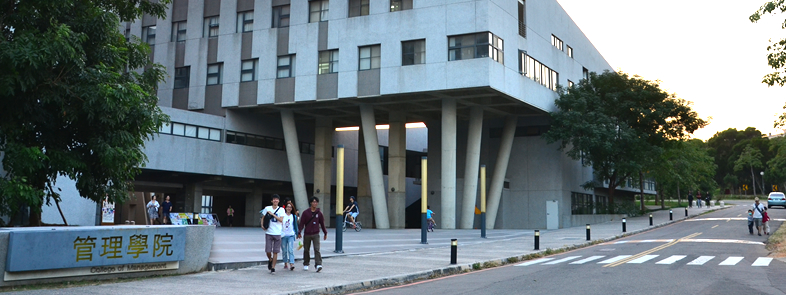
管理學院
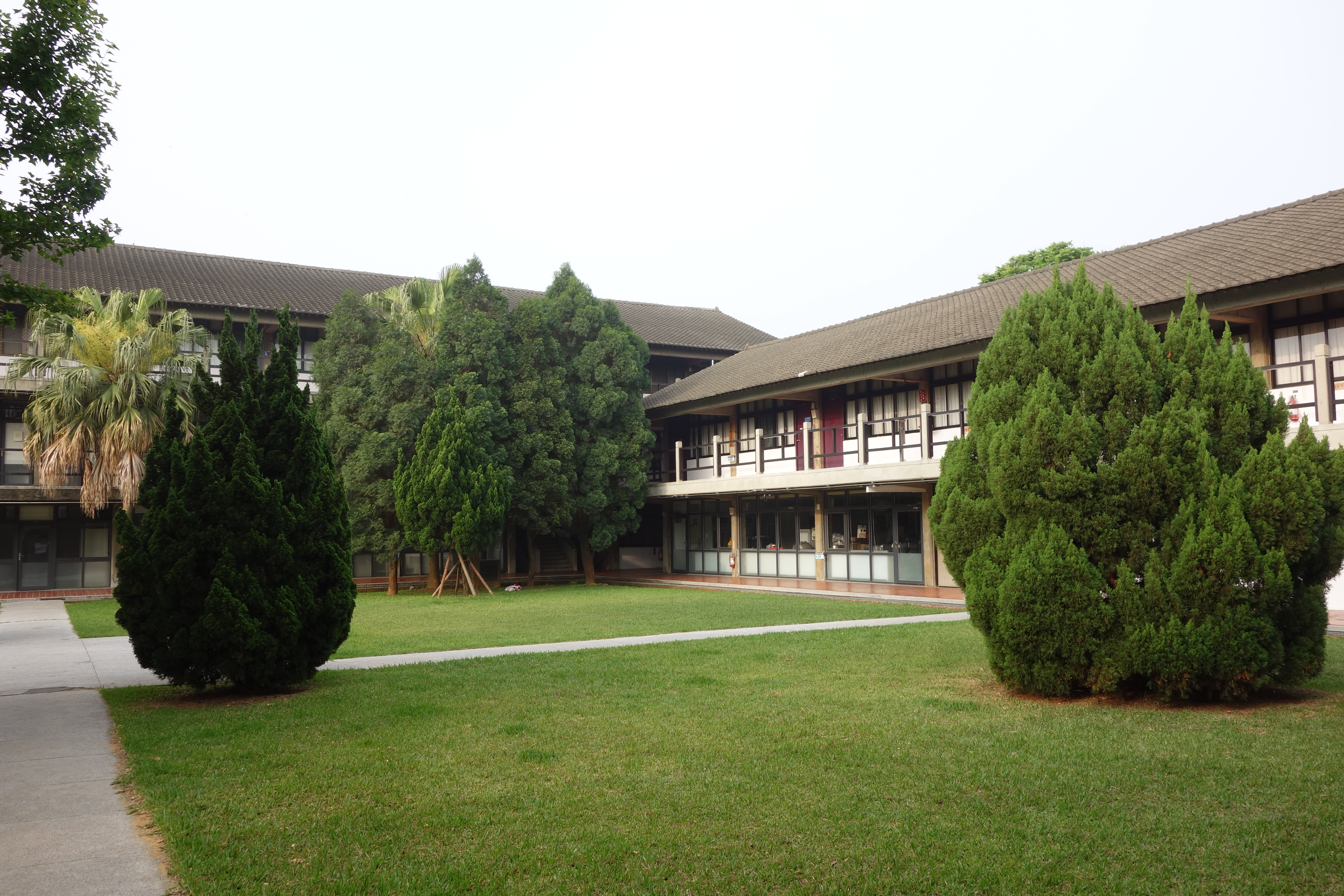
農業暨健康學院
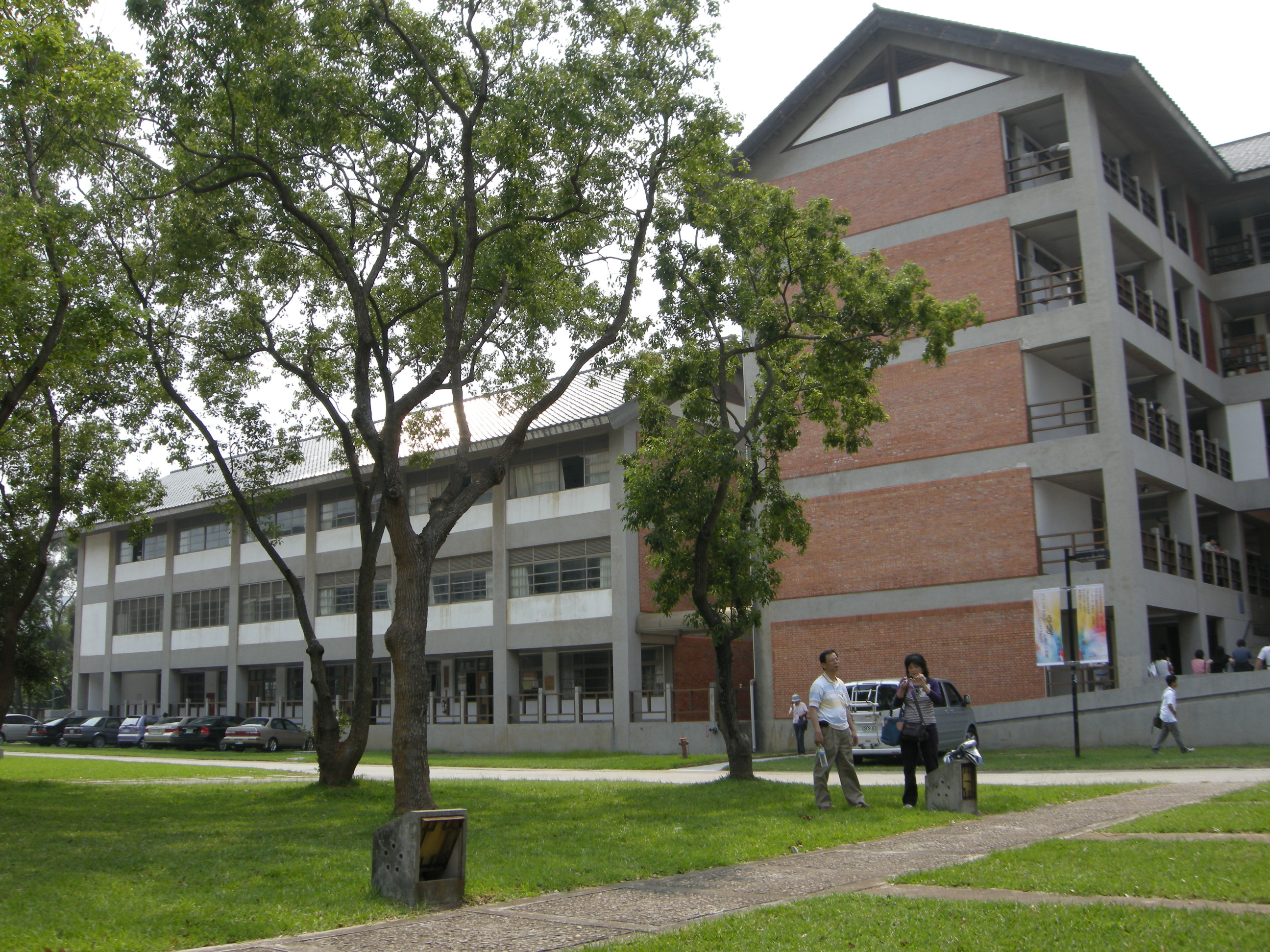
社會科學院
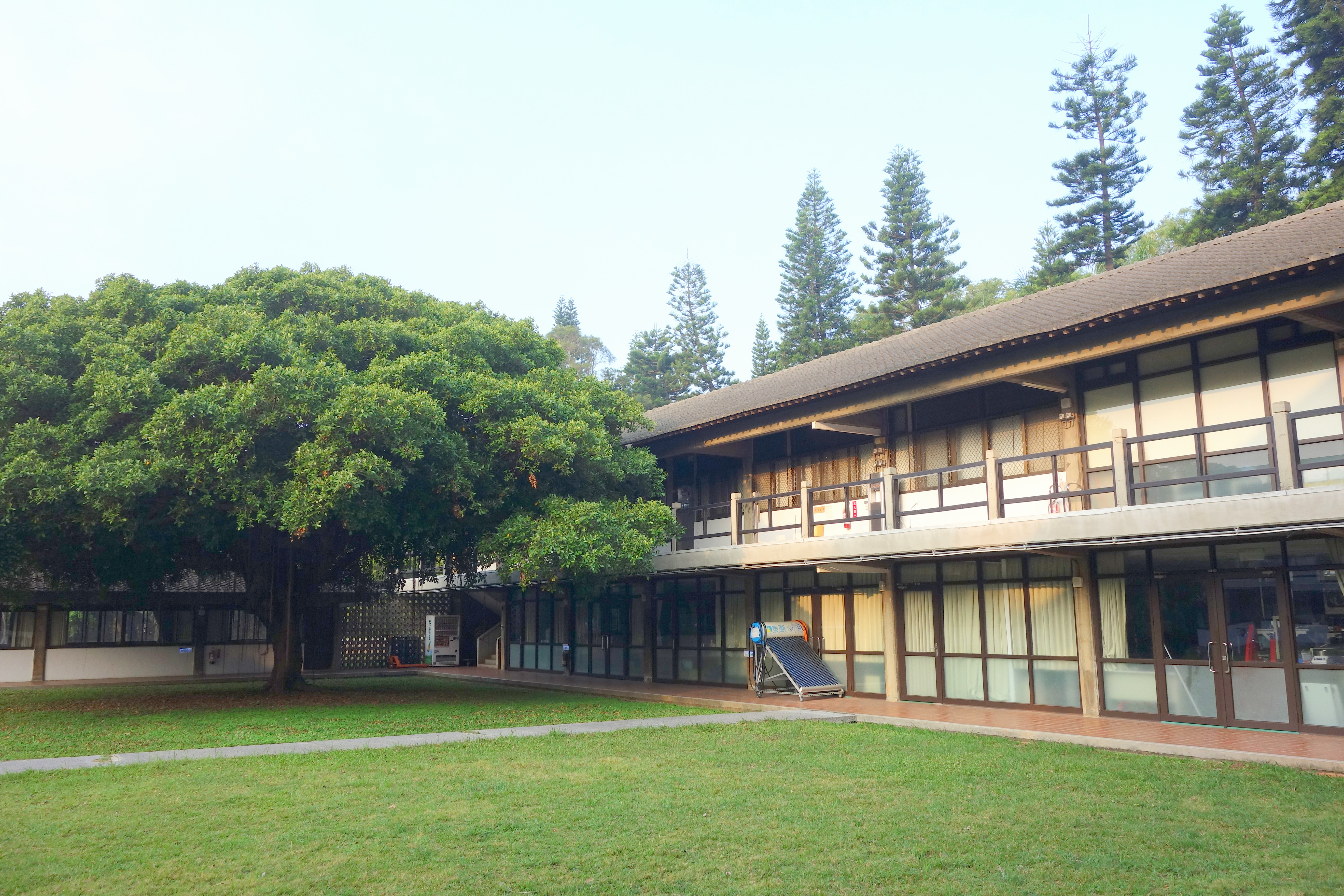
創意設計暨藝術學院
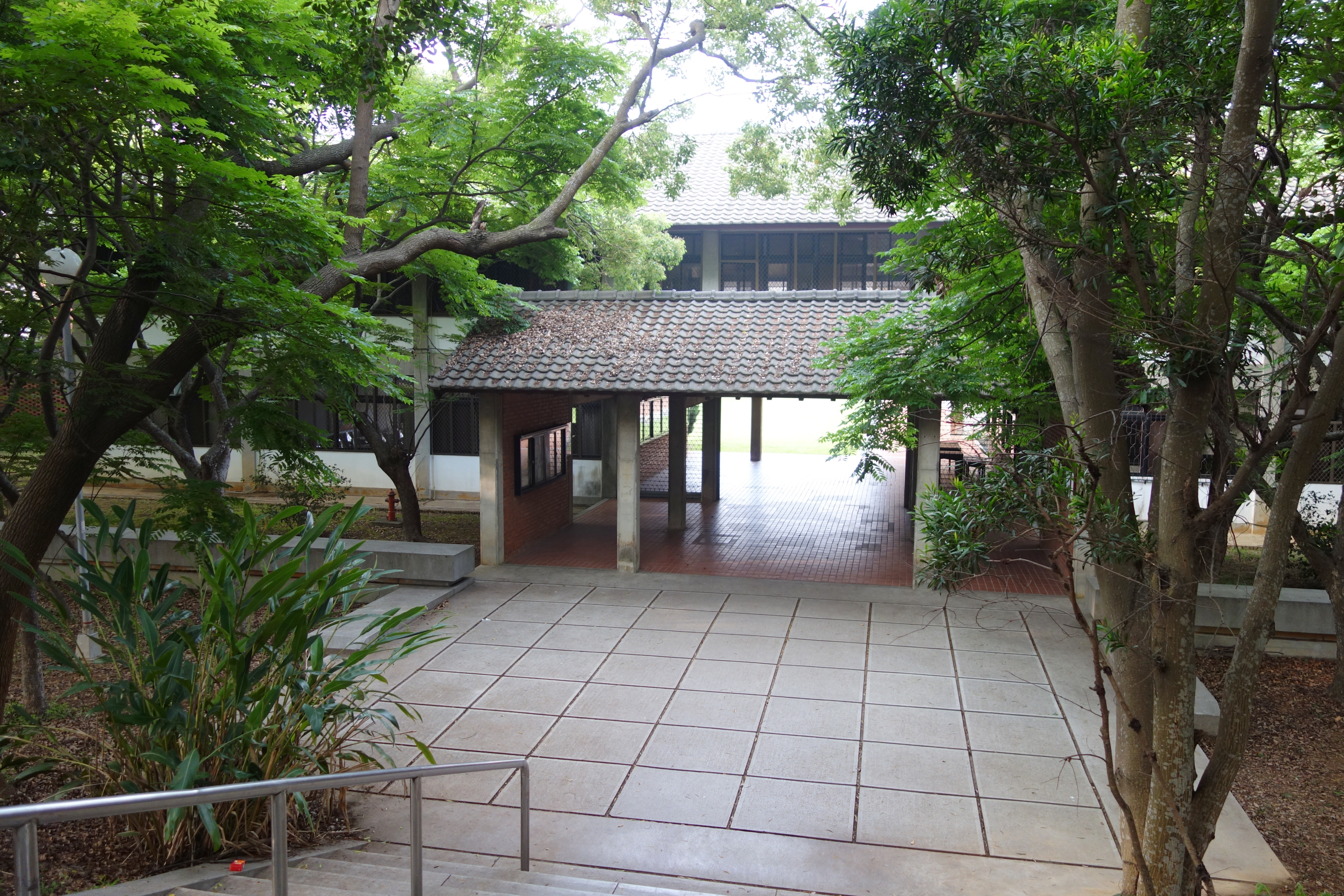
法律學院
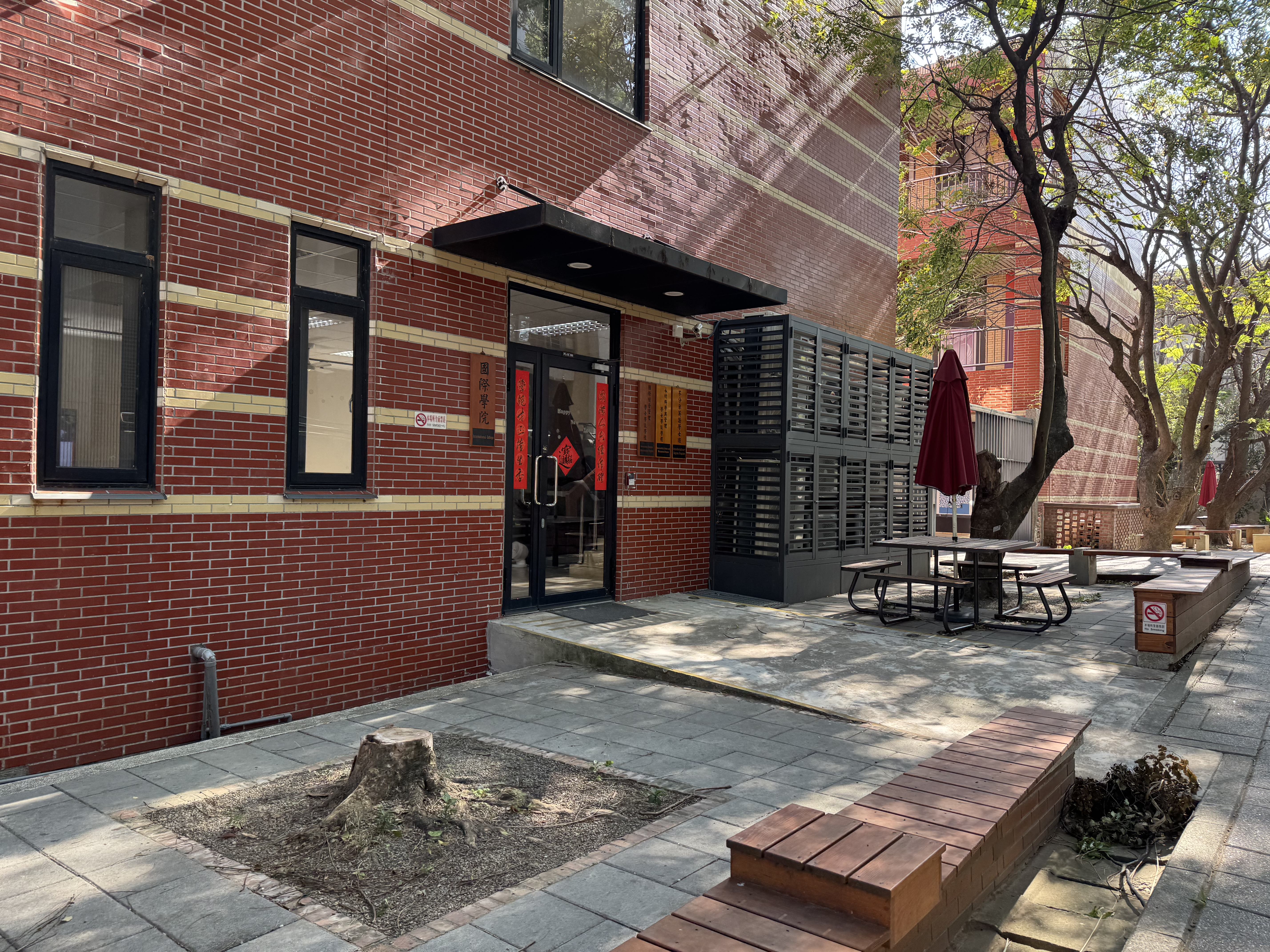
國際學院

| 文學院 | 中國文學系暨研究所       | 外國語文學系暨研究所       |
| 文學院 | 日本語言文化學系暨研究所 | 歷史學系暨研究所           |
| 文學院 | 哲學系暨研究所           | 華語文教學國際碩士學位學程 |

| 理學院 | 物理學系暨研究所               | 化學系暨研究所                   |
| 理學院 | 生命科學系暨研究所             | 智慧計算暨應用數學系暨研究所     |
| 理學院 | 生醫暨材料科學國際博士學位學程 | 生物多樣性國際研究生博士學位學程 |

| 工學院 | 化學工程與材料工程學系暨研究所 | 工業工程與經營資訊學系暨研究所 |
| 工學院 | 環境科學與工程學系暨研究所     | 資訊工程學系暨研究所           |
| 工學院 | 電機工程學系暨研究所           | 數位創新碩士學位學程           |

| 管理學院 | 企業管理學系暨研究所          | 國際貿易學系暨研究所                 |
| 管理學院 | 會計學系暨研究所              | 統計學系暨研究所                     |
| 管理學院 | 財務金融學系暨研究所          | 資訊管理學系暨研究所                 |
| 管理學院 | 高階經營管理碩士在職專(EMBA） | 國際企業管理碩士學位學程(Global MBA) |

| 農業暨健康學院 | 畜產與生物科技學系暨研究所               | 食品科學系暨研究所                   |
| 農業暨健康學院 | 餐旅管理學系暨研究所                     | 運動休閒與健康管理進修學士班學位學程 |
| 農業暨健康學院 | 高齡健康與運動科學學士暨國際碩士學位學程 | 農業資源與健康科學國際碩士學位學程   |

| 社會科學院 | 經濟學系暨研究所           | 政治學系暨研究所     |
| 社會科學院 | 社會學系暨研究所           | 社會工作學系暨研究所 |
| 社會科學院 | 行政管理暨政策學系暨研究所 | 公共事務碩士專班     |
| 社會科學院 | 教育研究所                 |                      |

| 創意設計暨藝術學院 | 建築學系暨研究所 | 工業設計學系暨研究所       |
| 創意設計暨藝術學院 | 景觀學系暨研究所 | 美術學系暨研究所           |
| 創意設計暨藝術學院 | 音樂學系暨研究所 | 表演藝術與創作碩士學位學程 |

| 法律學院 | 法律學系暨研究所 |  |

| 國際學院 | 國際經營管理學士學位學程 | 永續科學與管理學士學位學程 |
| 國際學院 | 國際學院不分系英語學士班 | 國際博雅榮譽學分學程       |

其它教學單位
共同學科暨通識教育中心、軍訓室、體育室
- 文學院
- 理學院
- 工學院
- 管理學院
- 農業暨健康學院
- 社會科學院
- 創意設計暨藝術學院
- 法律學院
- 國際學院

### 研究單位
| 校級研究中心 | 生命科學研究中心   | 智慧永續循環經濟研究中心 | 生態與環境研究中心 |
| 校級研究中心 | 軟體工程與技術中心 | 校務研究辦公室           |                    |

| 研究發展處 | 研究發展處 | 產學與育成中心 | 共同貴重儀器中心 |

| 文學院 | 華語中心 | 英語中心 | 跨領域日本區域研究中心 |

| 工學院 | 自動化與企業協同研發中心 |  |  |

| 社會科學院 | 都市暨區域發展研究中心 | 東亞社會經濟研究中心 | 師資培育中心 |
| 社會科學院 | 幸福家庭研究推廣中心   |                      |              |

| 農學院 | 動物實驗照護及使用委員會 | 農業推廣中心 |  |

| 創意設計暨藝術學院 | 建築研究中心 |  |  |

| 法律學院 | 醫事法研究中心 | 企業法制研究中心 | 國際私法研究中心 |

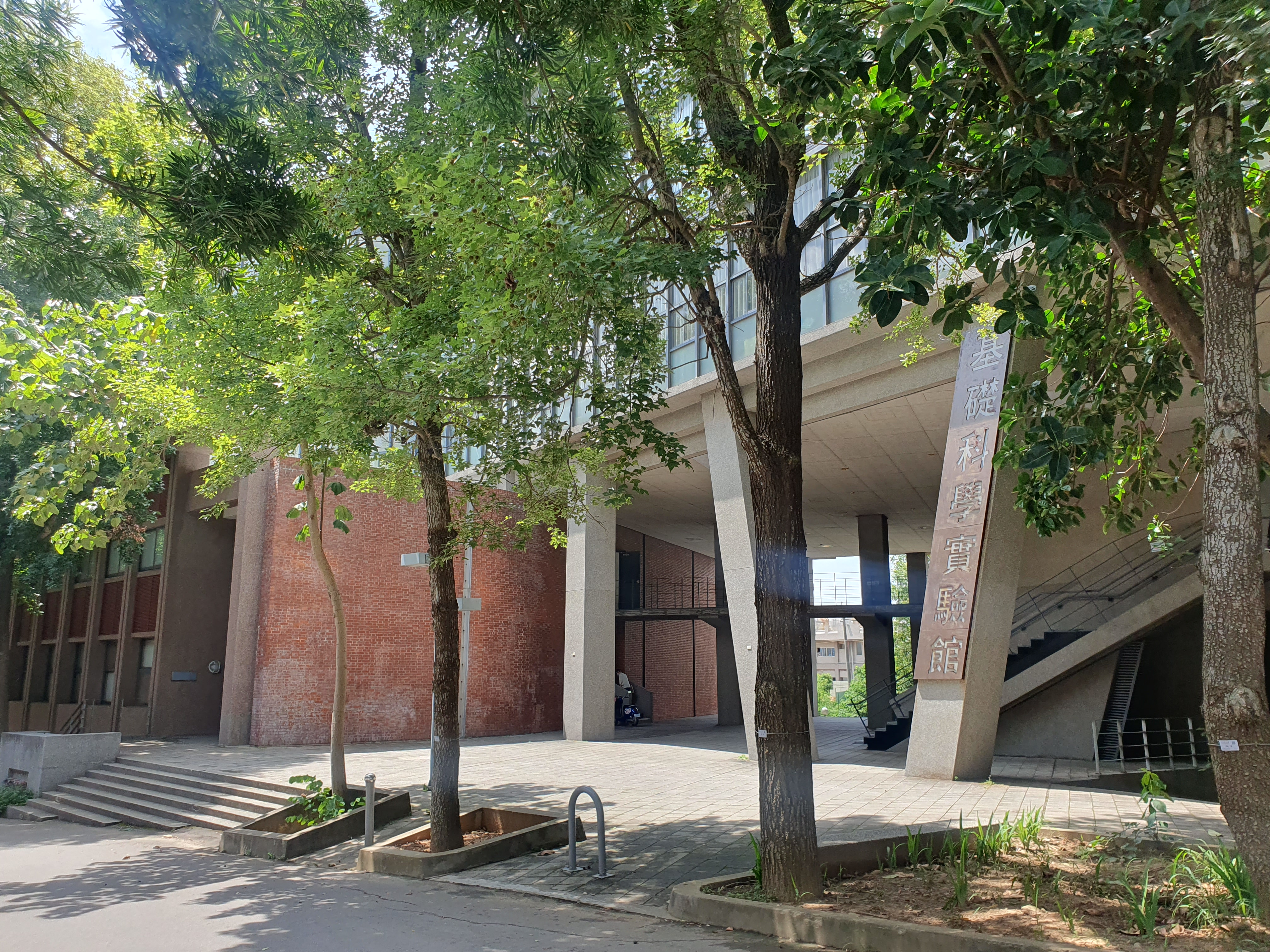
共同貴重儀器中心 （基礎科學大樓內）
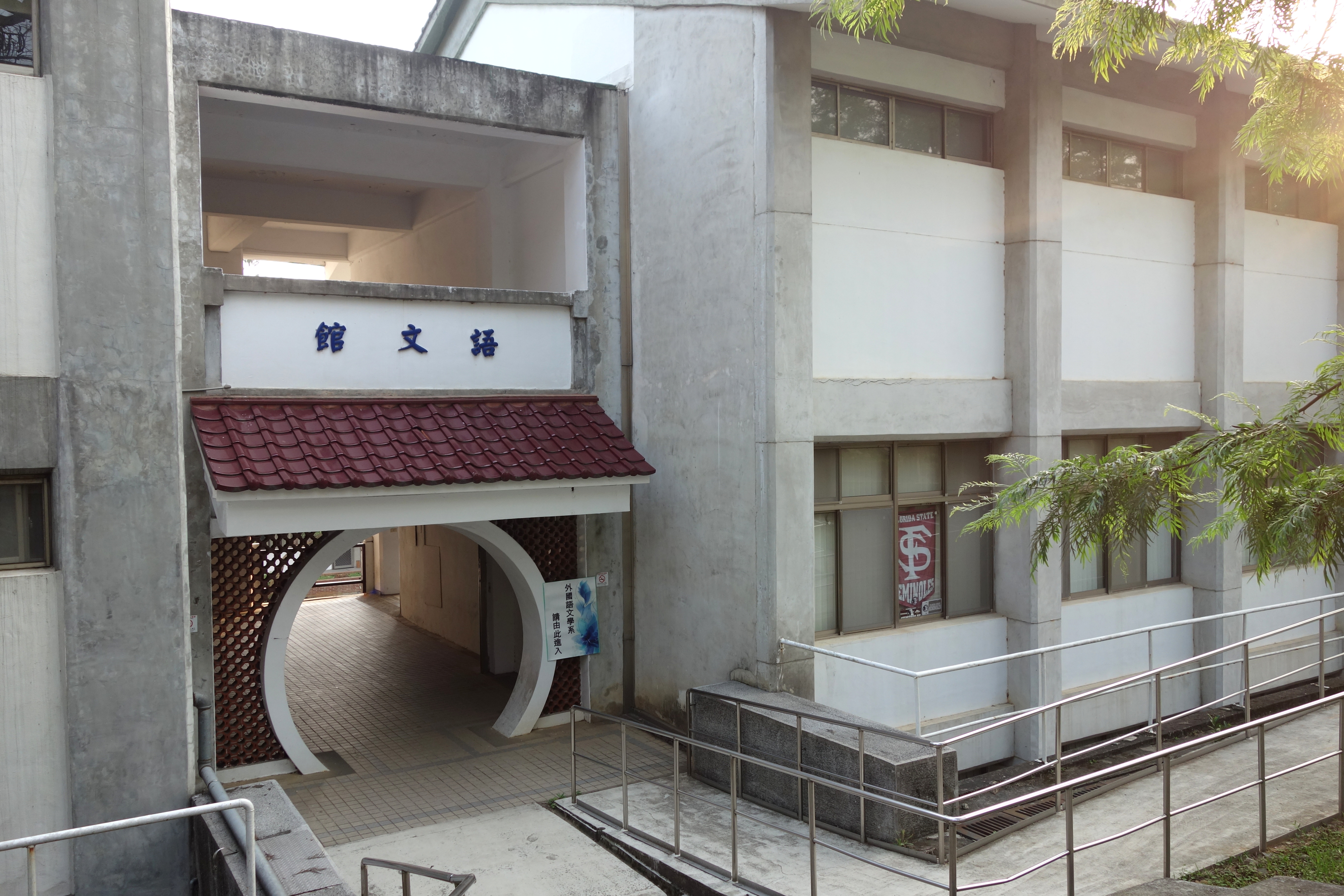
華語中心、英語中心（語文館內）
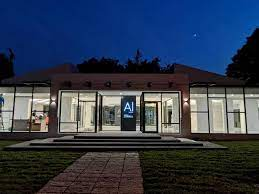
人工智慧中心
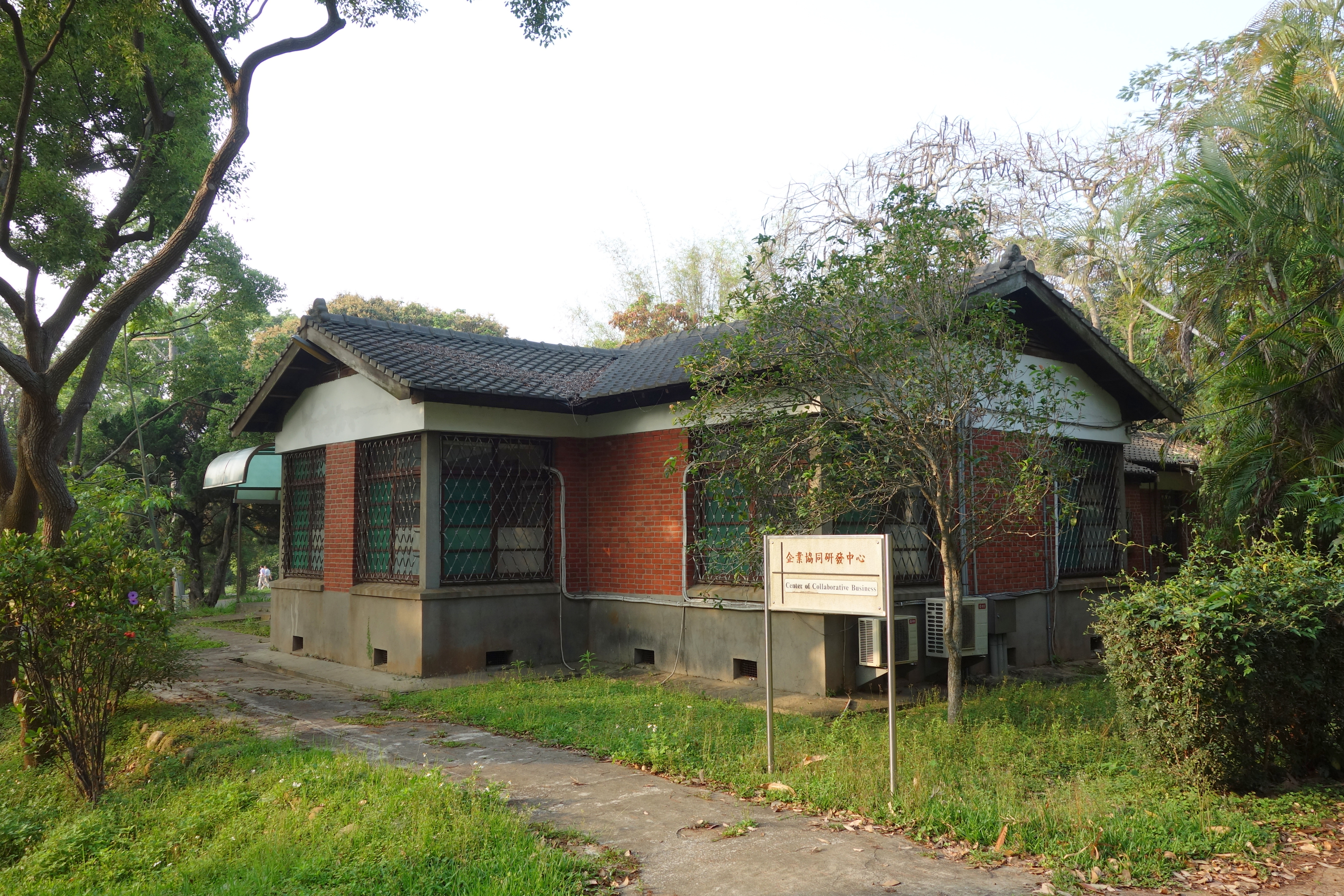
自動化與企業協同研發中心
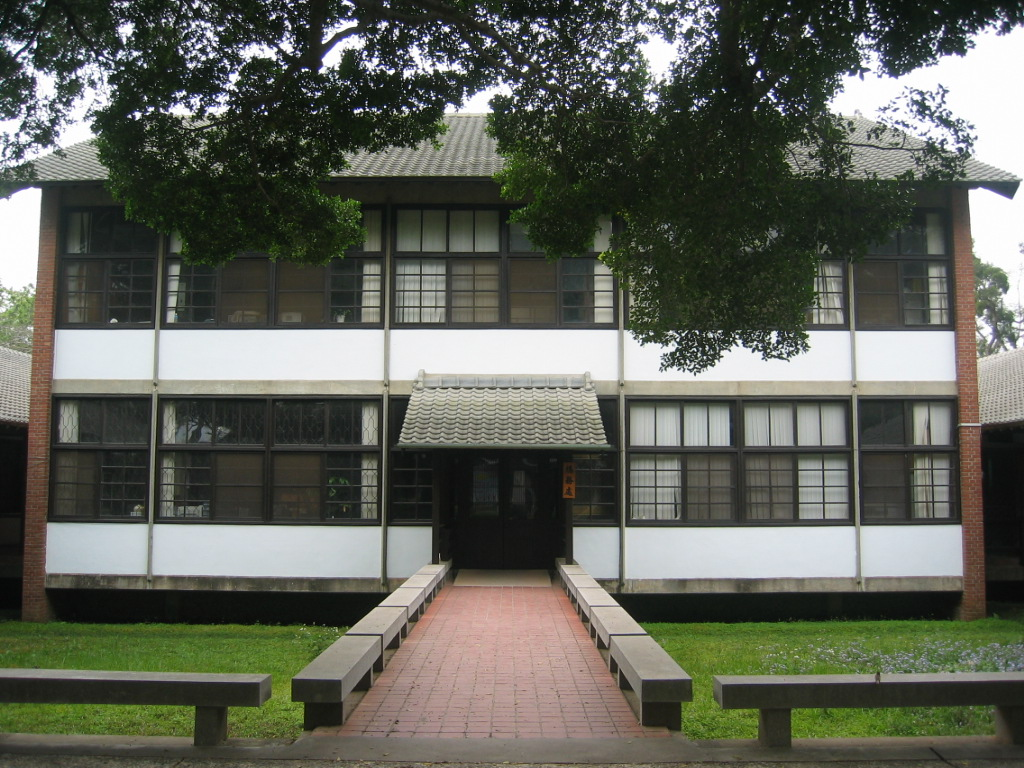
行政中心是教務處、學務處、勞作教育處、軍訓室及會計室的辦公室，其它行政單位則在另處辦公。
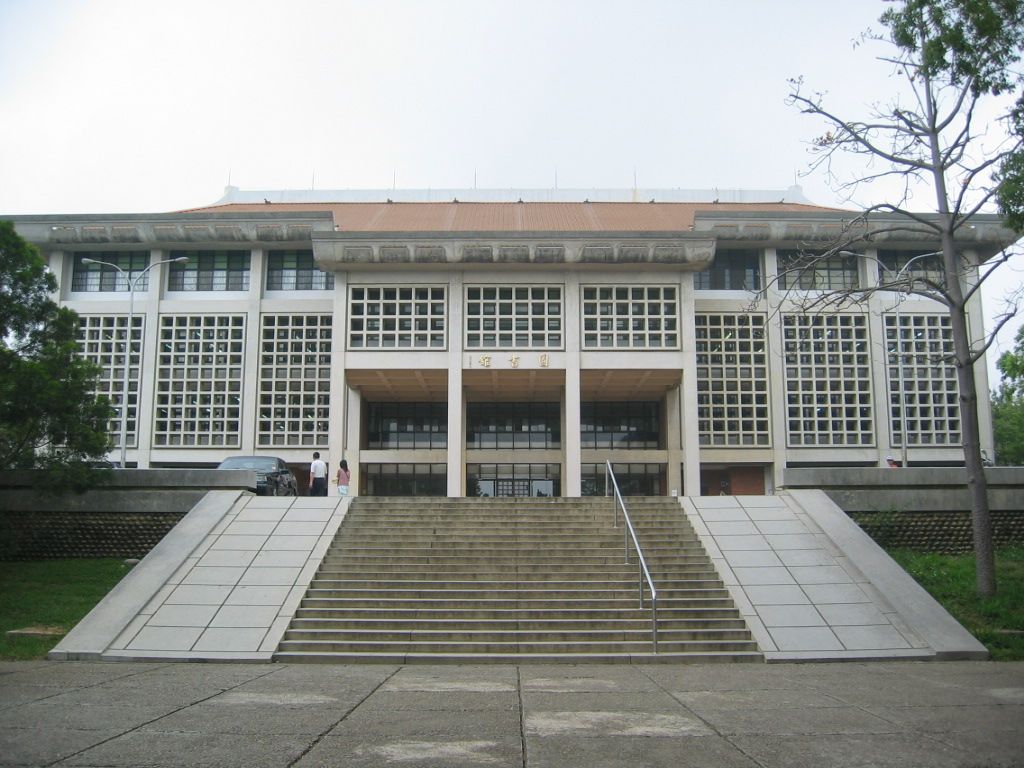
東海大學圖書館
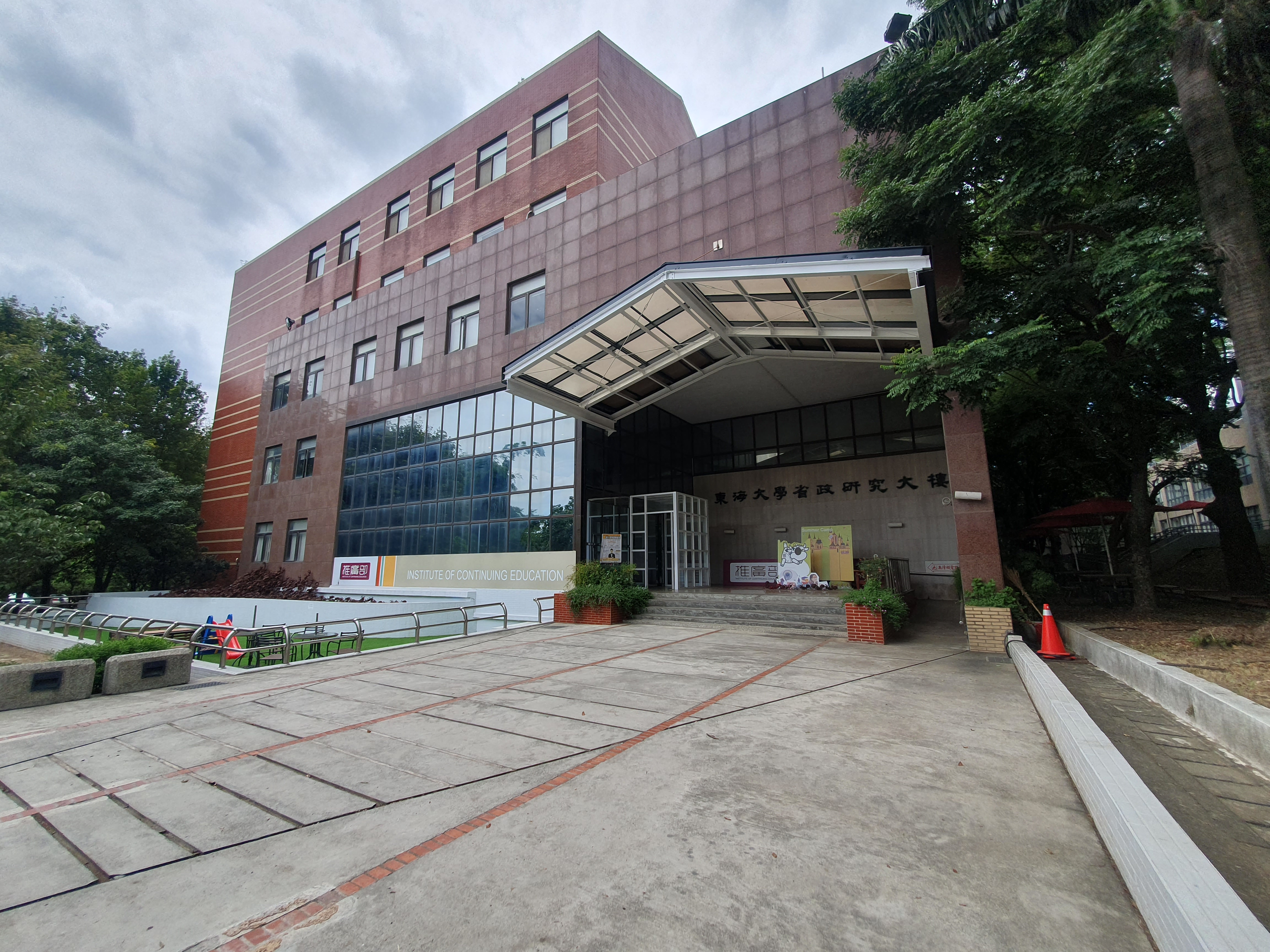
推廣部

### 附屬單位
- 東海大學附屬實驗高級中學（高中部、國中部、小學部、幼兒園）
- 實習農牧場及乳品加工廠
- 食品加工實驗工廠
- 校友會館

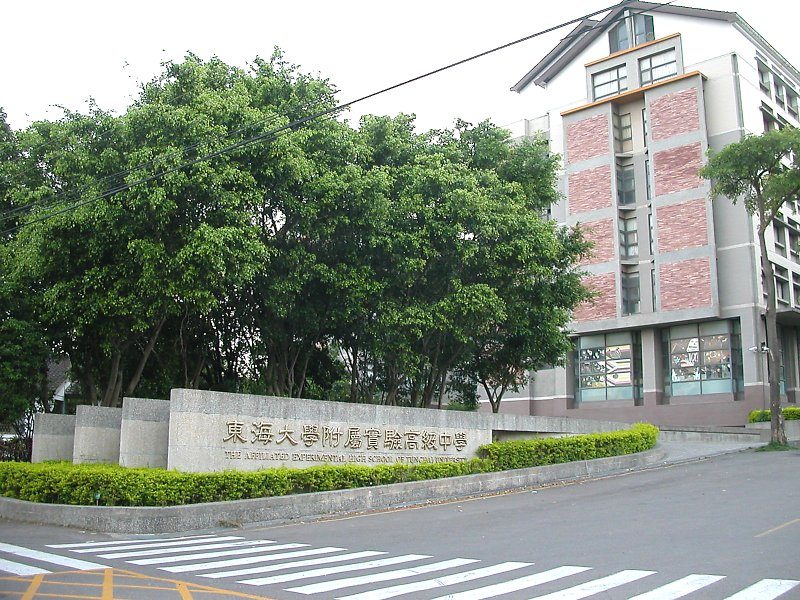
東海大學附屬實驗高級中學
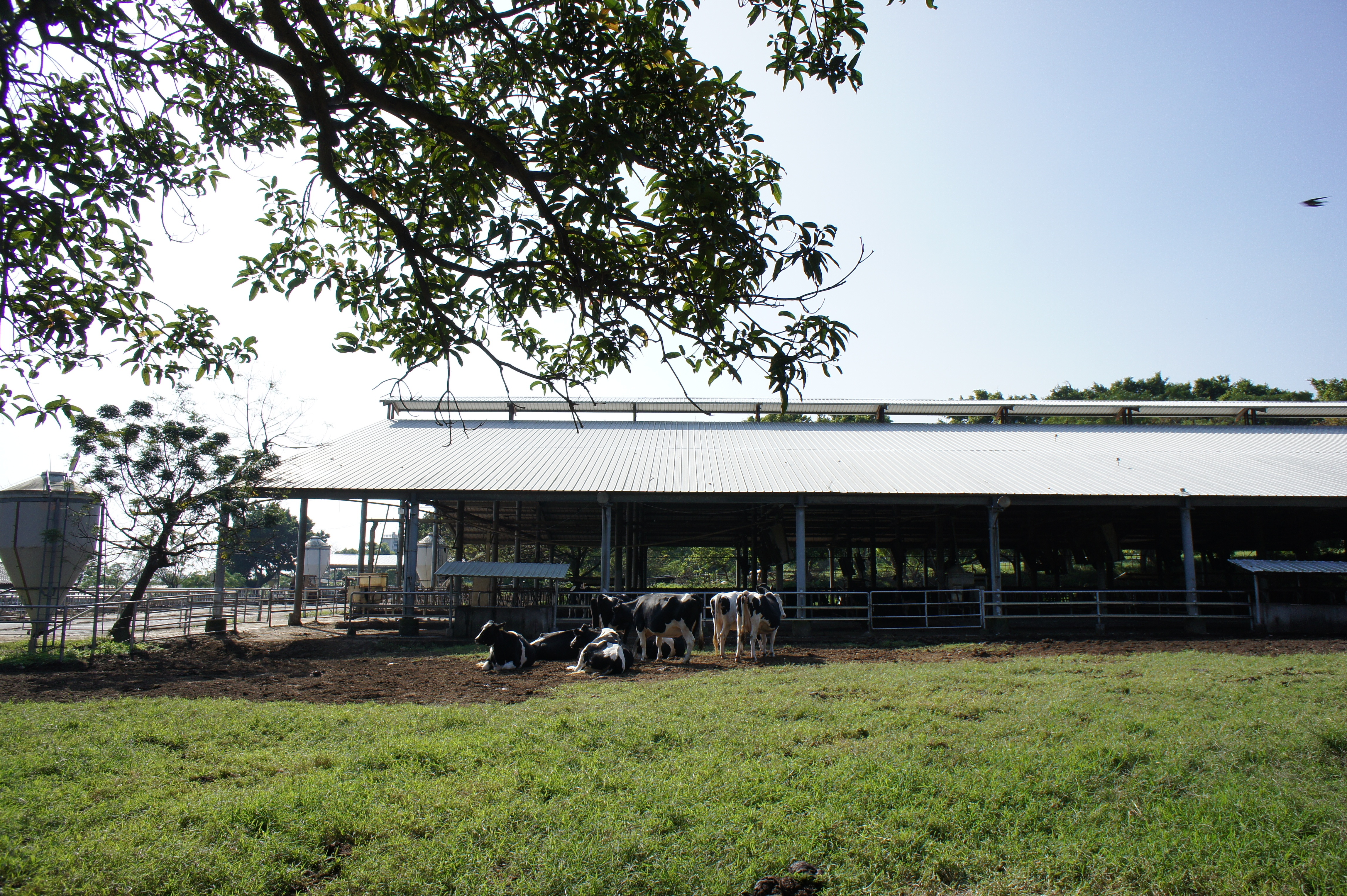
實習農牧場
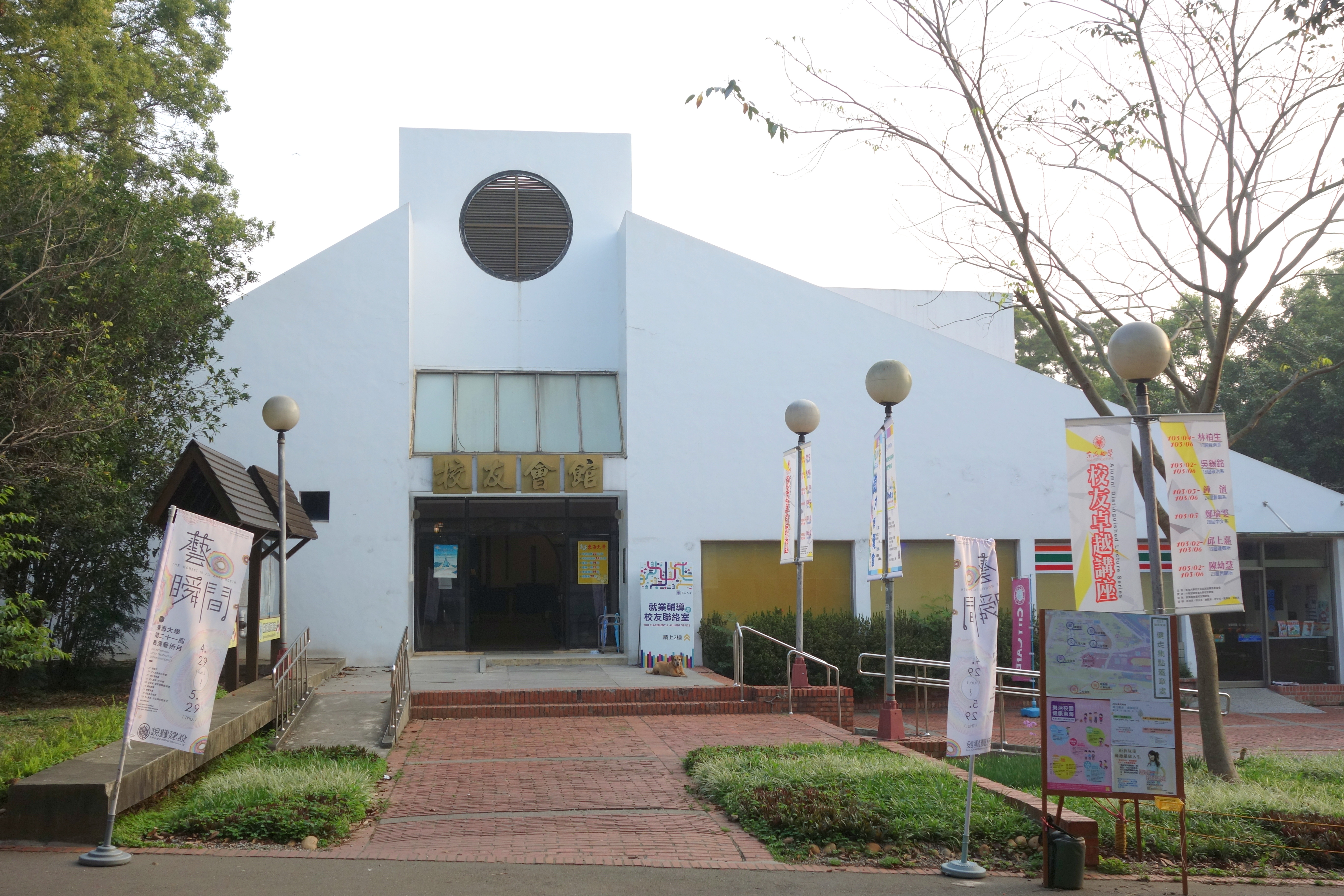
校友會館
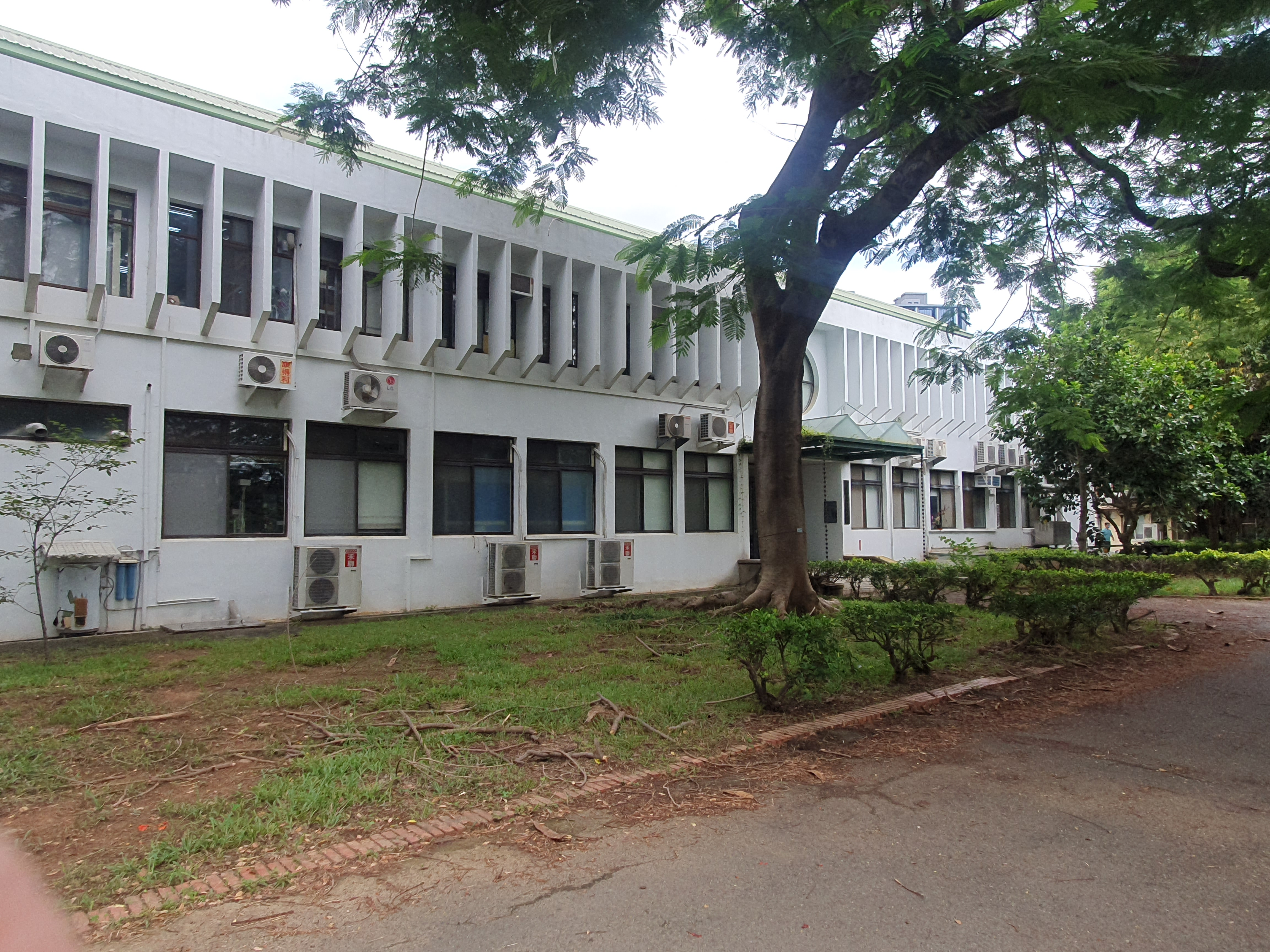
食品加工實驗工廠

## 特色

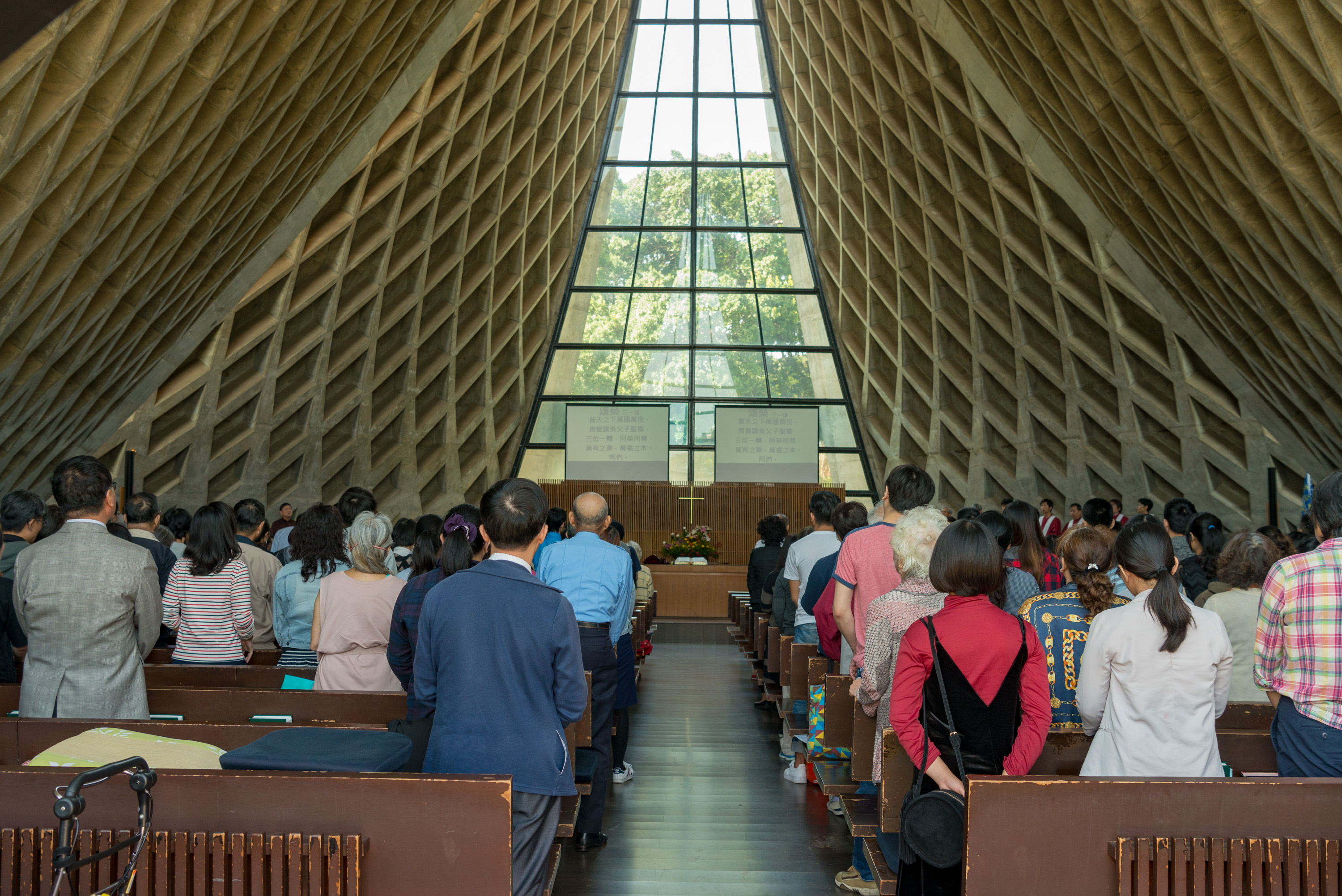
路思義教堂內部

人文教育為東海教育理念之一，東海創校初期教學模式仿照美國文理學院，為臺灣最早推動通識課程及勞作教育的大學。:10

### 通識教育
聯董會在創校前，便將通識教育，定為東海大學應具備的特色之一：
科學課程應融入文化背景，而人文與社會科學課程則應賦予實質的意義，不該自囿於象牙塔，而應藉由校外真實的活動來實現其目標。課程所應著重的是通識教育。——芳衛廉，《我所欲見設於臺灣之基督教大學的形態備忘錄》第四點
東海大學在在1956年正式實行通識教育，為台灣首間開設通識課程的學校，首任校長曾約農校長積極推動通識教育，並云：「本校教育目標其基本政策為通才教育。」，在創校初期通識課程在所有課程中占比約50%，自1970年代初期起，通識教育比重才逐漸下降。
現今由共同學科暨通識教育中心負責通識課程與共同課程之教學規劃。通識教育分為人文、社會、自然、文明與經典、領導與倫理、議題導向等六大領域課程，亦有共選修等多元課程，且因少子化浪潮席捲臺灣，學校也推出AI、程式設計等課程。

### 勞作教育
聯董會亦強調勞作教育對於東海之重要性：
這所大學不是白領階級的養成所。無論男生女生，都應在大學裡學會勞動實踐，這樣畢業後才能坦然面對任何工作，無懼弄髒雙手。——芳衛廉，《我所欲見設於臺灣之基督教大學的形態備忘錄》第五點

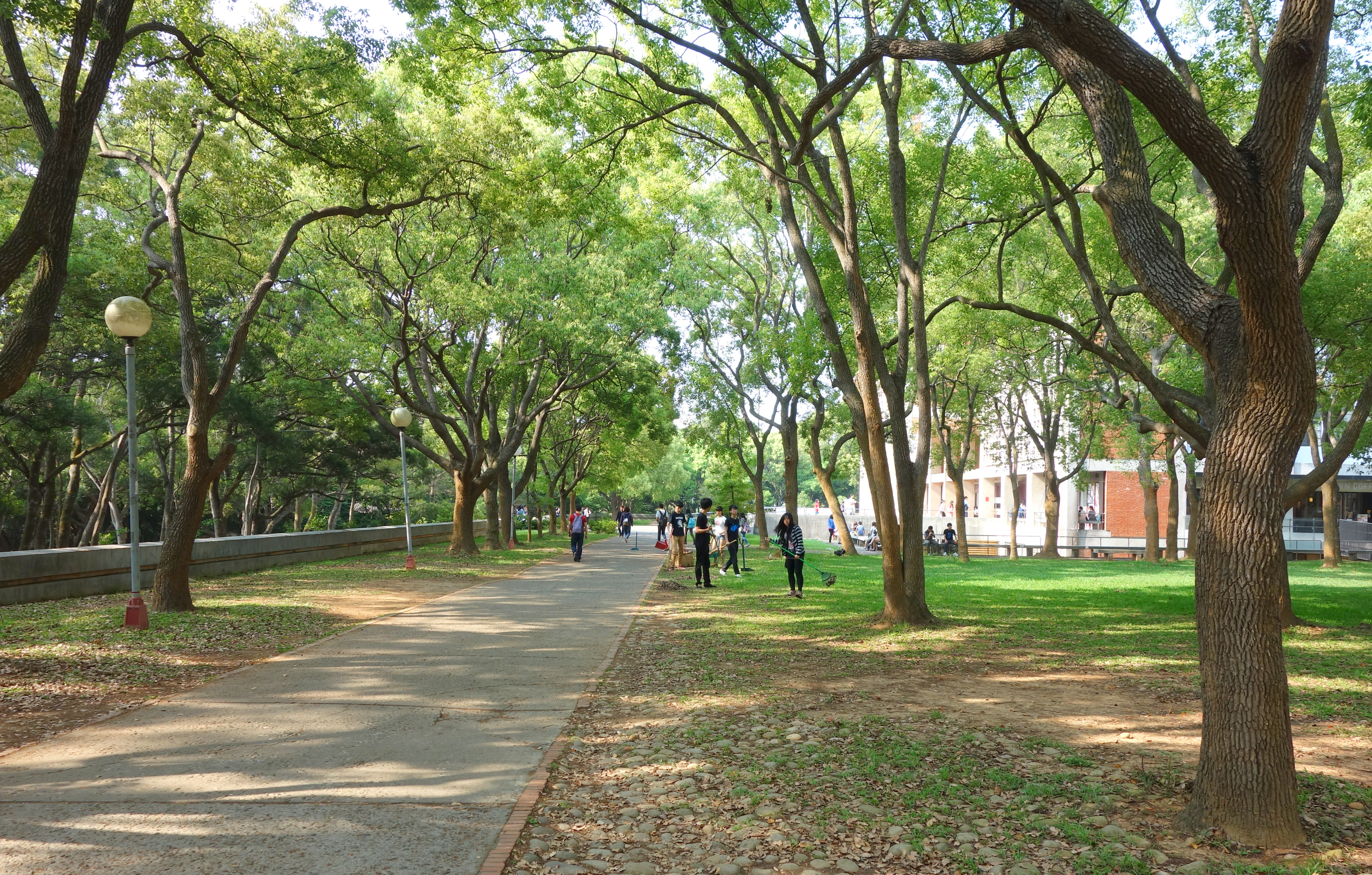
東海學生皆須接受一年的勞作教育（圖為學生正在思恩園打掃）

「勞作教育」是東海大學的教育方式之一，為台灣大學教育制度中的首例。《時代雜誌》稱東海此創舉為「激進的創新」，因為在東方，傳統上知識分子將體力勞動視為有失尊嚴的事。東海勞作教育源於伯里亞學院，創校之初曾聘請該校蕭查理（Charles Noble Shutt）博士，來東海擔任勞作指導。
勞作教育制自創校以來實施至今，原為一、二年級皆須修習，現為所有學生第一學年必修，不及格者必須重修。110學年度起，廁所清潔外包。近年來部分師生主張廢除勞作教育，認為該制度等同於「掃地」或「免費勞工」。為此，校方推出了「勞作教育4.0」，下降勞作時數，並調整課程內容。

### 博雅教育
隨著東海大學發展擴大，逐漸偏離美國文理學院的制度，近年「博雅書院」的成立是恢復創校當時的博雅教育。博雅教育是東海創校的基礎，「博」代表廣博、宏通器識；「雅」代表優雅的氣質，「博雅」即是一種教養的培養，重新詮釋禮樂射御書術。

## 校園環境
| 東海大學校園地圖 |
| --- |
| 圖書總館 中正紀念堂 相思林 法學院 農學院 工學院 理學院 創意學院 基礎科學大樓 人文大樓 文學院 博雅書院 男生宿舍 女生宿舍 管理學院 國際學院 東海湖 東海牧場 路思義教堂 東大附中 東大附小 乳品小棧 畢律斯鐘樓 邦華游泳池 教師宿舍 馬場 社會科學院 二校區宿舍 東海別墅站 榮總／東海大學站 原藝術中心 衛理會館 |

### 建築規劃與風格
東海校園座落於臺中市西屯區大肚山山麓，校地面積廣達135.65公頃，是臺灣私立大學中土地面積最大的學校，校園又可分為第一教學區與第二教學區：第一教學區，以路思義教堂為中心點，文理大道與德耀路兩條人行步道為軸線，為東海大學較早開發的地區，第一教學區內部分範圍已被以「東海大學早期校園」為名義登錄為中華民國文化景觀；第二校區則在東側，北段接近臺灣大道的部分有較多校舍建築，南段則為東海牧場，並緊鄰臺中工業區。
相較於聯合董事會過去於中國成立的教會大學校舍多為宮廷式建築風格，東海大學校舍迥然不同。1952年，由時任聯董會秘書長芳衛廉博士發表的〈我所欲見設於臺灣之基督教大學的型態備忘錄〉中，明確表達了對東海大學校園空間設計的不同願景與訴求：
這所大學的校舍應該樸實無華而有特色，是實用而不虛飾，他不僅由現實的條件所決定，更應與周圍景觀與景觀相配合。——芳衛廉，《我所欲見設於臺灣之基督教大學的形態備忘錄》第十點
東海大學早期校園由貝聿銘、陳其寬、張肇康等著名華裔建築師規劃，漢寶德曾評論：「在本省，只有東海大學的學校建築有一個構想，代表一種象徵的追求。...國內其他大學校舍無不凌亂不堪，這種凌亂說明了我們在大學教育精神上尚缺乏歸趨。」認為東海大學在台灣的校園建築中具有顯著的地位。
有別於中國教會大學常見的宮廷式建築，東海大學校舍建築強調結構、材料的直接表現，運用現代主義建築手法，結合唐代的中國園林及合院之佈局精神，並融入迴廊、山門、柱樑等中式建築特徵，同時採取清水紅磚、花磚、瓦片等具地域性的裝飾元素，因應自然地形、地貌及氣候條件來規劃校園景觀，被視為台灣戰後時期建築的代表。除了最初的唐式建築外，陳其寬後續在東海校園設計的校長公館、招待所、衛理會館及藝術中心等白牆建築，不僅是臺灣60年代現代主義建築的代表性作品，更有別於同時期受中華文化復興運動影響，而興起的復興式建築。1970年代，漢寶德於校園增建了學生餐廳（今花園餐廳）、視聽大樓（已拆除）、建築系館等數棟紐約白派建築，進一步拓展了校園風格。此後，隨著校園擴展，各式現代建築風格之校舍陸續加入校園。
東海大學校園以教堂和圖書館為核心，周圍規劃有教學區、宿舍區、活動區、與教職員宿舍區，創校初期以文理大道為人行步道軸線，兩旁一進一退錯落設置行政中心、文學院、理學院，外圍設外環道路讓人車分道，空間架構成為往後校舍增建的基礎。
2005年校園東側開闢第二教學區，主要建築包括：管理學院、音樂系系館及美術系系館陸續於2007-08年完工，由力行路連結兩大教學區。

#### 文化資產
位於大肚山腰的東海大學具有寬廣土地，得以保留大量綠地，以低密度佈局建築，結合現代主義、中國建築、台灣地方元素的校園建築在台灣近代建築中具有代表性。
2017年9月26日，臺中市文化資產處以「路思義教堂及鐘樓」名義將路思義教堂與畢律斯鐘樓一同登錄為臺中市定古蹟，陳其寬設計的白牆建築：衛理會館、舊藝術中心登錄為歷史建築。2019年4月25日文化部公告再將路思義教堂升格為國定古蹟，畢律斯鐘樓維持臺中市定古蹟身份。2021年將東海大學早期校園登錄為文化景觀，是校園登錄之首例。2022年5月13日，再將舊藝術中心升格為直轄市定古蹟。
- 文化景觀：東海大學早期校園（涵蓋地籍範圍大致為東海大學中正紀念堂與圖書館以東、附小校門-東海北路以西、南北至學校圍牆以內的區域（不包含校門旁體育區域、附屬學校）；主要建築除了下述已登錄為文化資產的建物之外，還包含行政中心（舊圖書館）、行政大樓（校長室）、奧柏林學生活動中心、銘賢堂、舊體育館、早期男生宿舍、早期女生宿舍、早期教職員宿舍。）[60]
- 國定古蹟：路思義教堂
- 直轄市定古蹟：畢律斯鐘樓、原藝術中心
- 歷史建築：衛理會館

### 校園景點
東海大學校園為台中市景點之一，亦成為附近居民的休閒散步場所。主要的景點有路思義教堂、文理大道、相思林、農牧場、東海湖、東海郵局、乳品小棧等。
入口區
- 校門：因「校門」與校園裡的教室、宿舍、禮堂、體育館等設施相較之下，後者的重要性遠超過前者，在創校初期是沒有校門的。現今的校門是從1979年開始使用，校門口左前方有一15公尺高的塔型建築物，頂端東西兩面嵌以校名，塔下地面為草坪，並沿路面種植鳳尾竹及龍柏作為地界。正面清水混凝土牆上鑲有于右任先生所書「東海大學」四字，管理室對面也有一面牆嵌著東海校徽，強調「從土地上長出來」的建築手法。[92]
- 約農路：連接校門口與教學區的道路，以首任校長曾約農命名。兩旁種有鳳凰木，每年鳳凰花季路面會鋪上花瓣有如紅毯。[93]

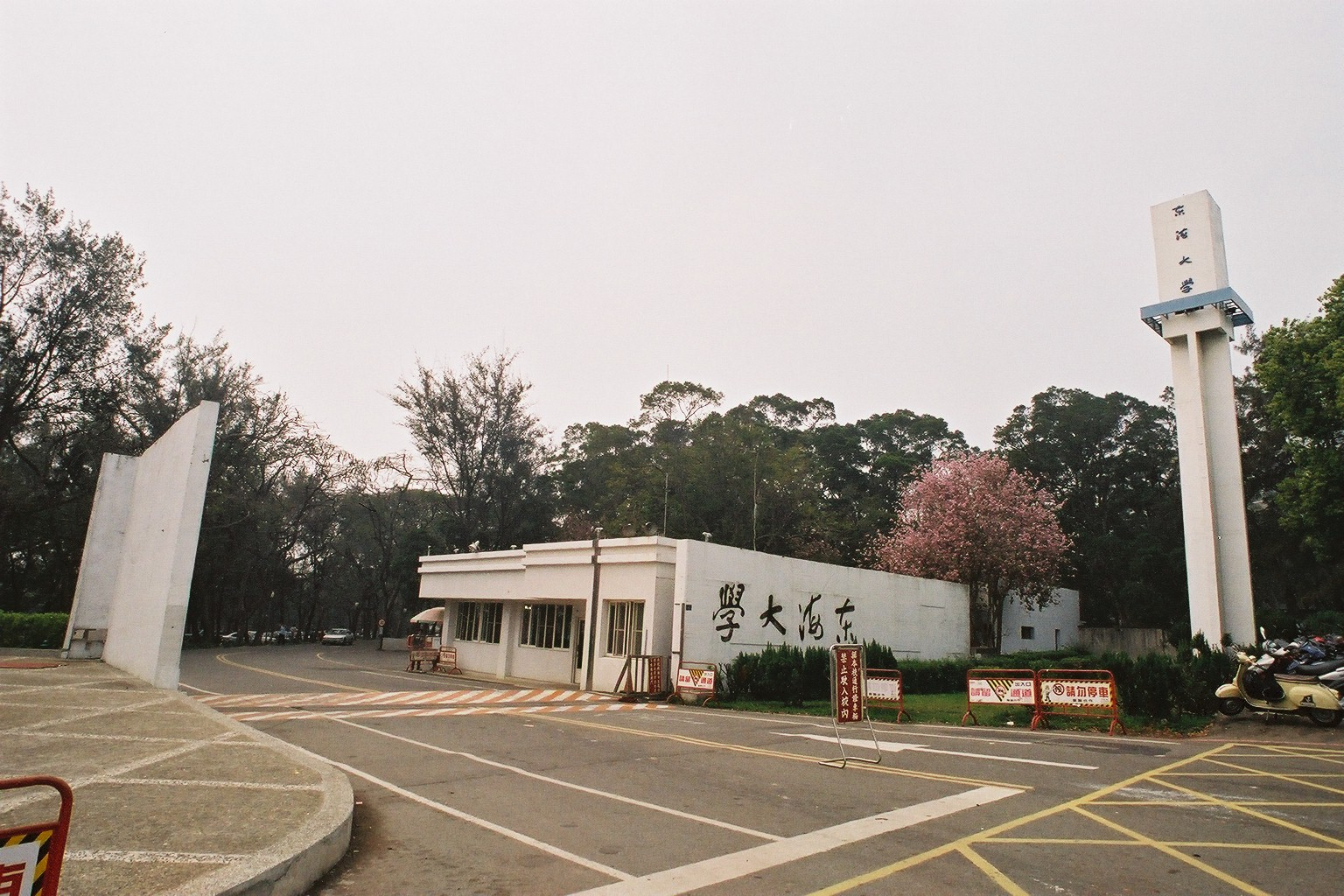
東海大學校門
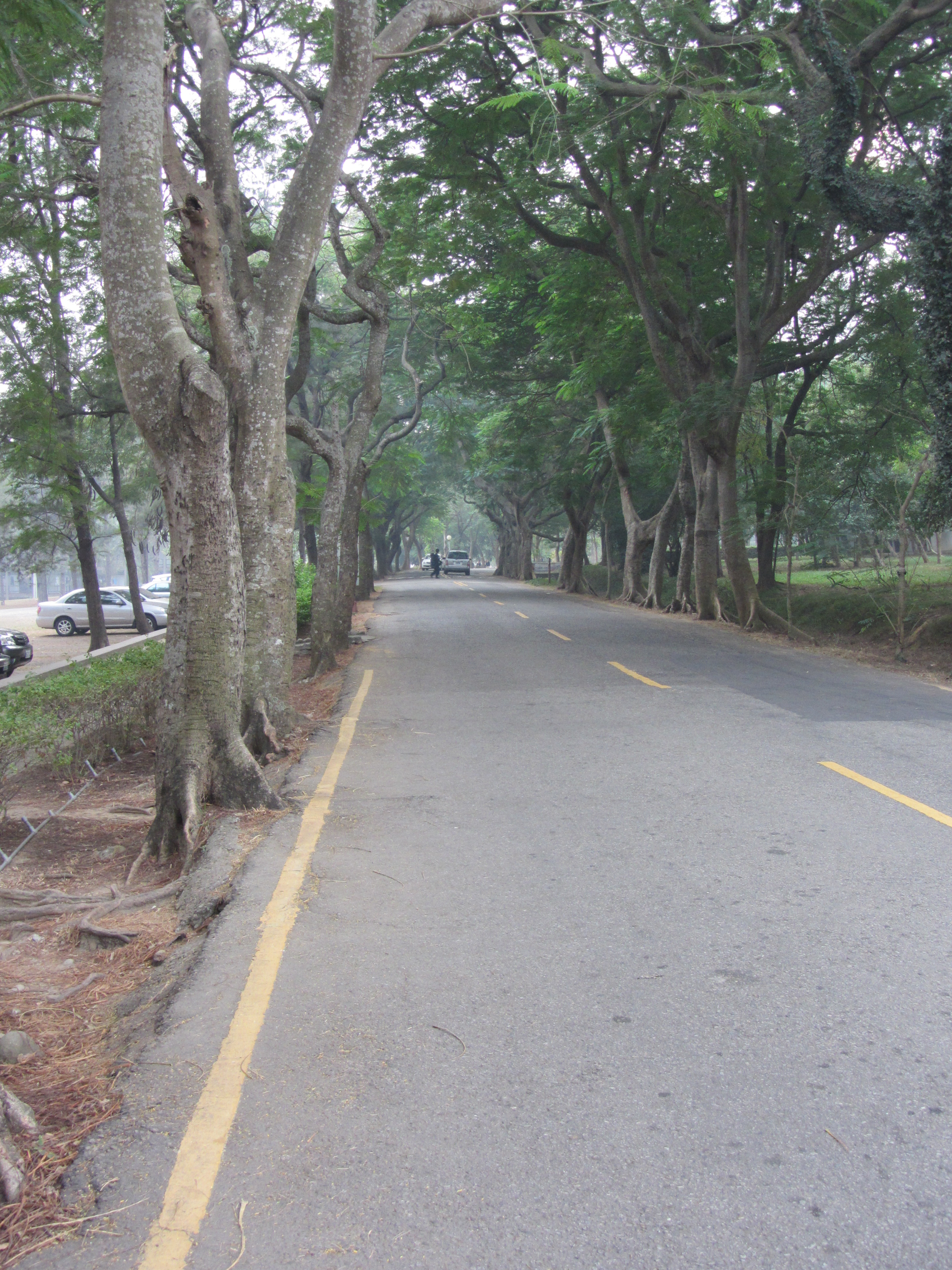
約農路

學院區
- 文理大道：源自於維吉尼亞大學校園草坪的開放空間之概念，及日本日光與奈良寺院的平台坡道，並融合中華文化延續與包容之特性，合院一進一退錯落在兩旁。東側端點為教堂草原，而教堂主體避開軸線端點，使文理大道在早期樹木尚未茂密時能遠眺中央山脈與台中盆地。[86]
- 行政中心：一樓山牆兩側挑空，二樓迴廊向外挑出。二樓為校長室，掛著刻有于右任先生所書「東海大學」四字的匾額，為東海大學重要文物之一。
- 早期院落：文理大道兩旁的早期院落皆為灰瓦紅磚的合院型式，建立在穩固的城牆基座上，特別是文、理、工學院的迴廊斗栱理營造出雅致的氛圍，理學院前的寬闊草坪則構成似斷復連的開放空間。
- 時光膠囊：又稱時光紀念碑，紀念公元2000年的跨世紀宣言，存放著創校以來的各式發展資料、當時全校教職員生跨世紀的宣言以及各系所提供之紀念物件，每隔50年開啟一次，下一次開啟為公元2050年。
- 校友鐘樓：1964年由畢業校友捐贈。鐘樓上的空格由小而大，銅鐘則刻有「金聲玉振」與校徽。[94]
- 圖書總館：1984年落成，為回字型建築物，地下一樓為閱覽室與自習室，地上四層為書庫和電腦室。[95]，能觀賞思恩園景色。
- 相思林：創校初期廣植相思樹苗，現如今已成為一片茂密的樹林，為東海別墅後門往來校園的必經之處。因相思林已成為東海校園重要景觀，校園開發若需開墾該林地時常備受師生關注，曾引發校園空間議題的社會運動，[96]，而現今的相思林面積比早期小上了許多。
- 中正紀念堂：位於圖書館旁，為現今校內重大活動的集會場所之一。廳內可容納約3500名師生，前廳出入口陳列國府遷台前於中國大陸所設立的十三所基督教大學之校徽，代表繼承在大陸因戰火而停辦的十三所大學之立校精神。值得注意的是，其中所陳列的校徽包含燕京大學、金陵大學、之江大學、嶺南大學、華中大學和東吳大學六校校徽。

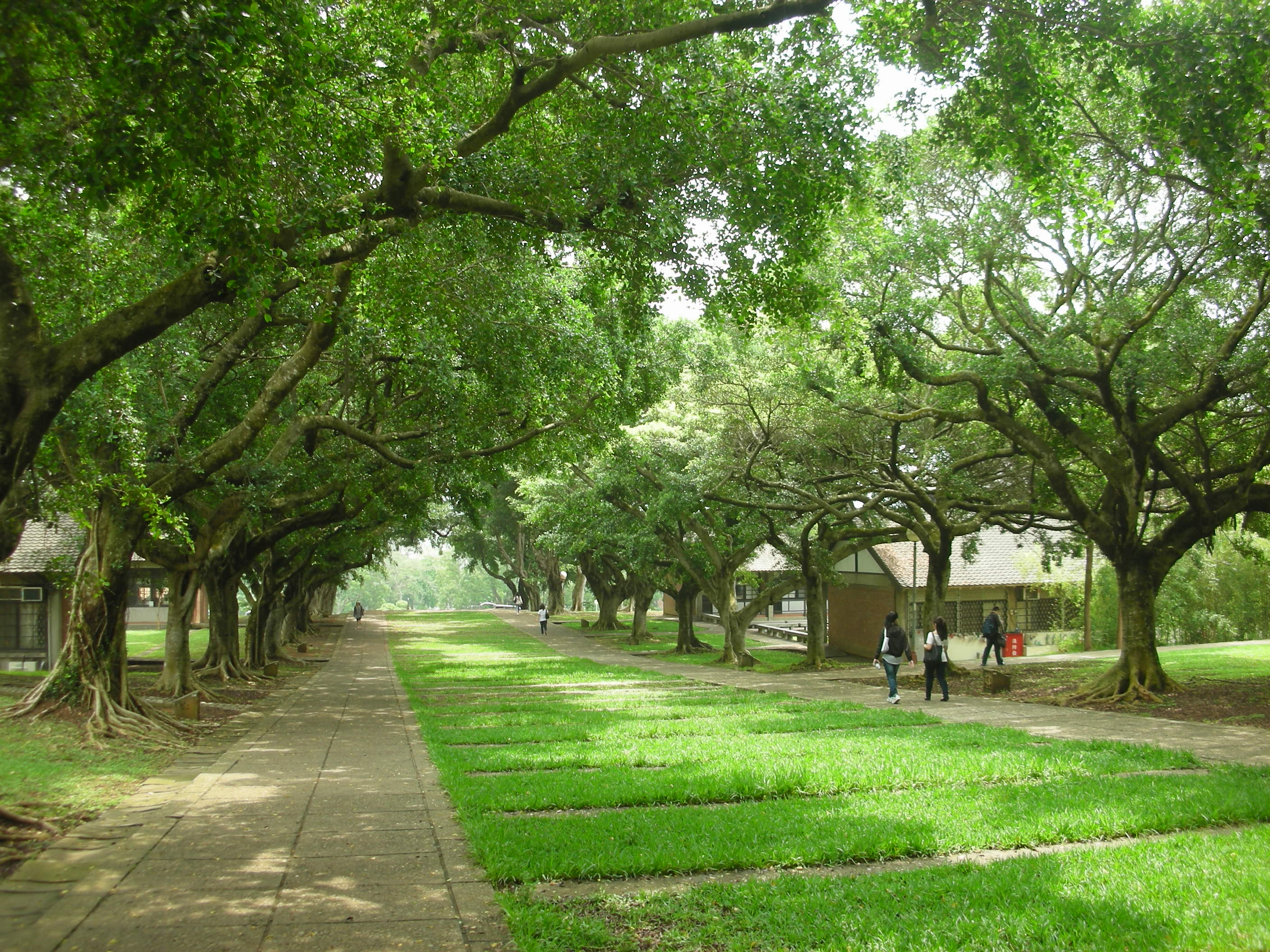
文理大道
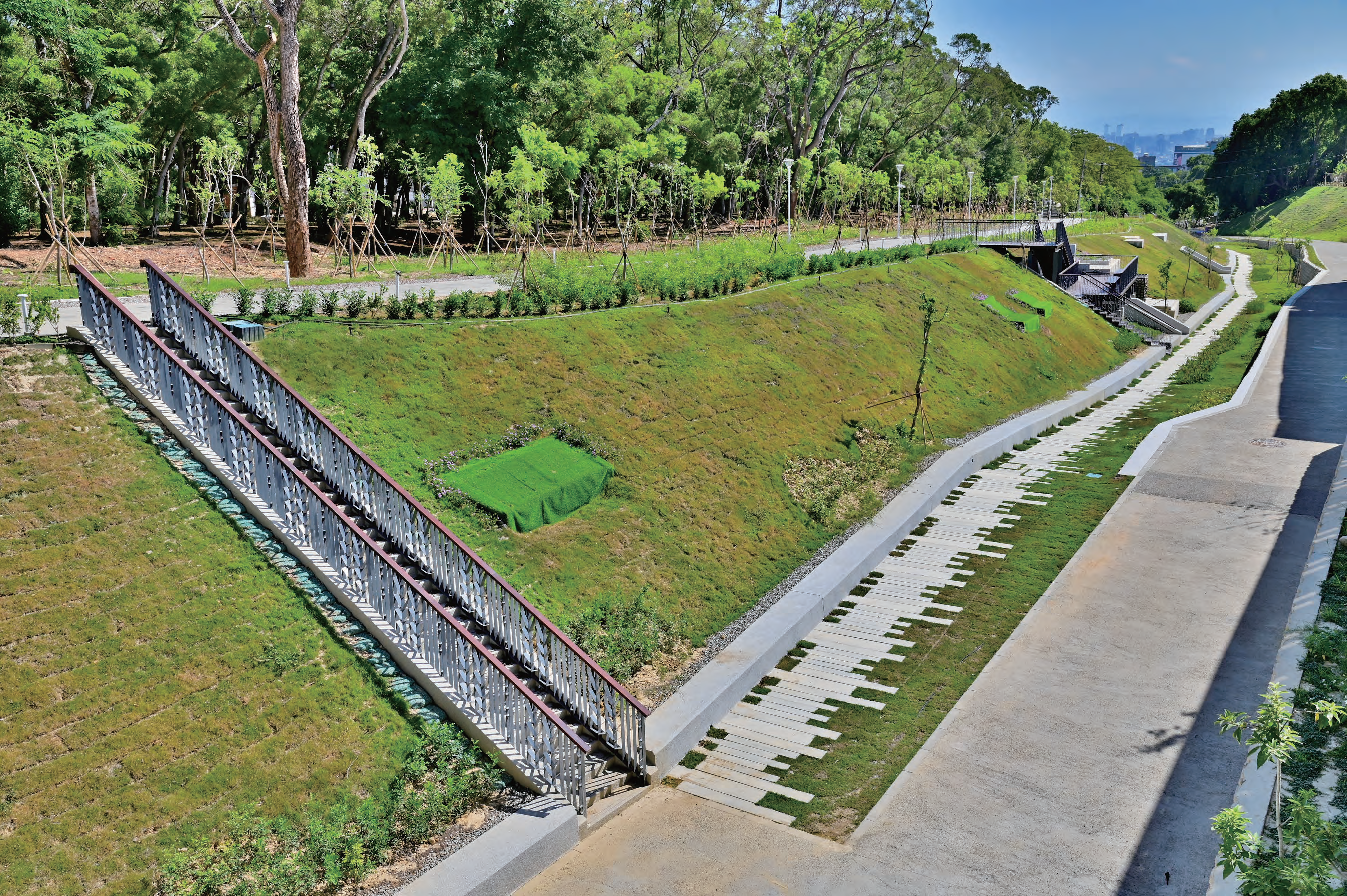
東大溪周圍步道
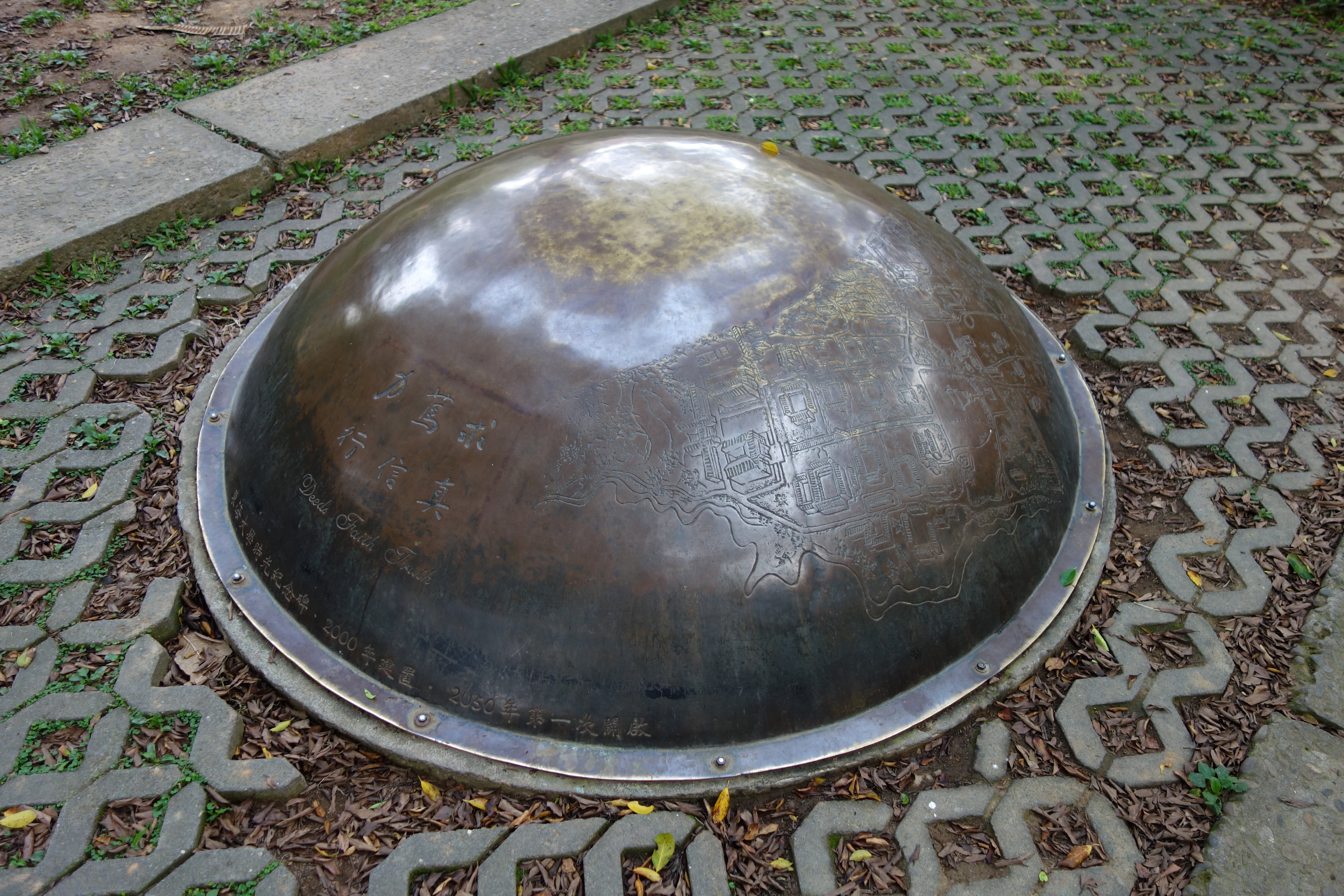
時光膠囊
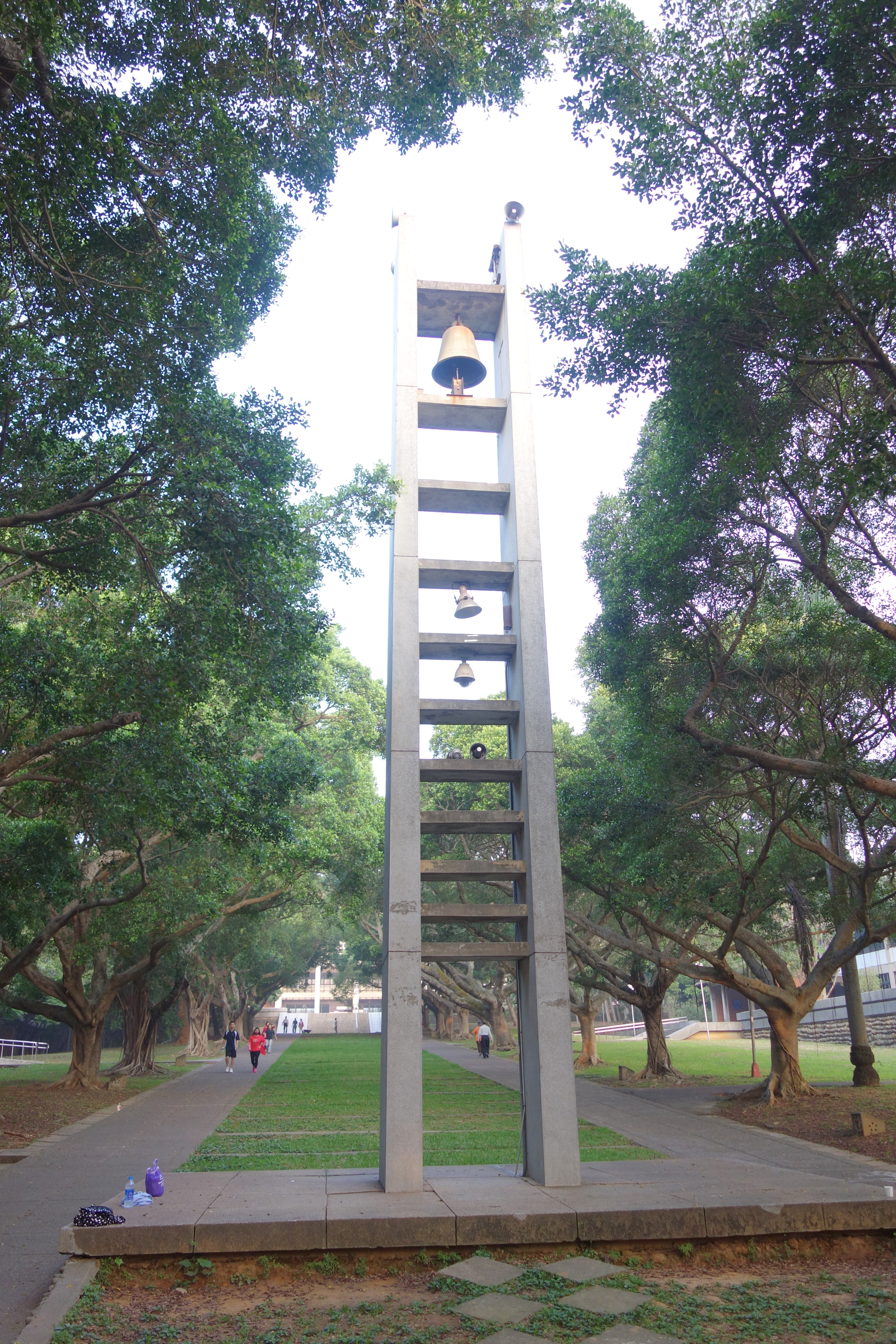
校友鐘樓
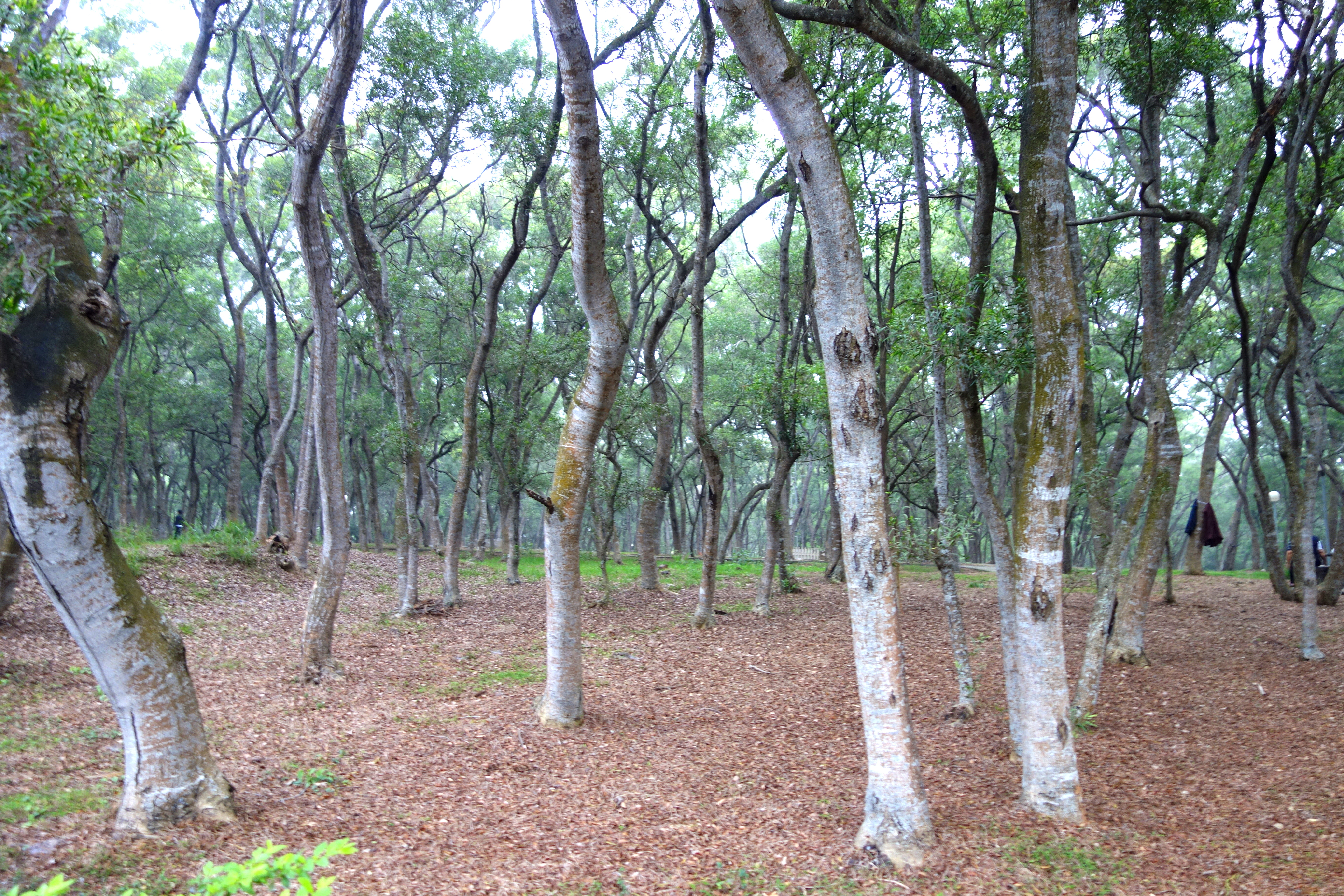
相思林
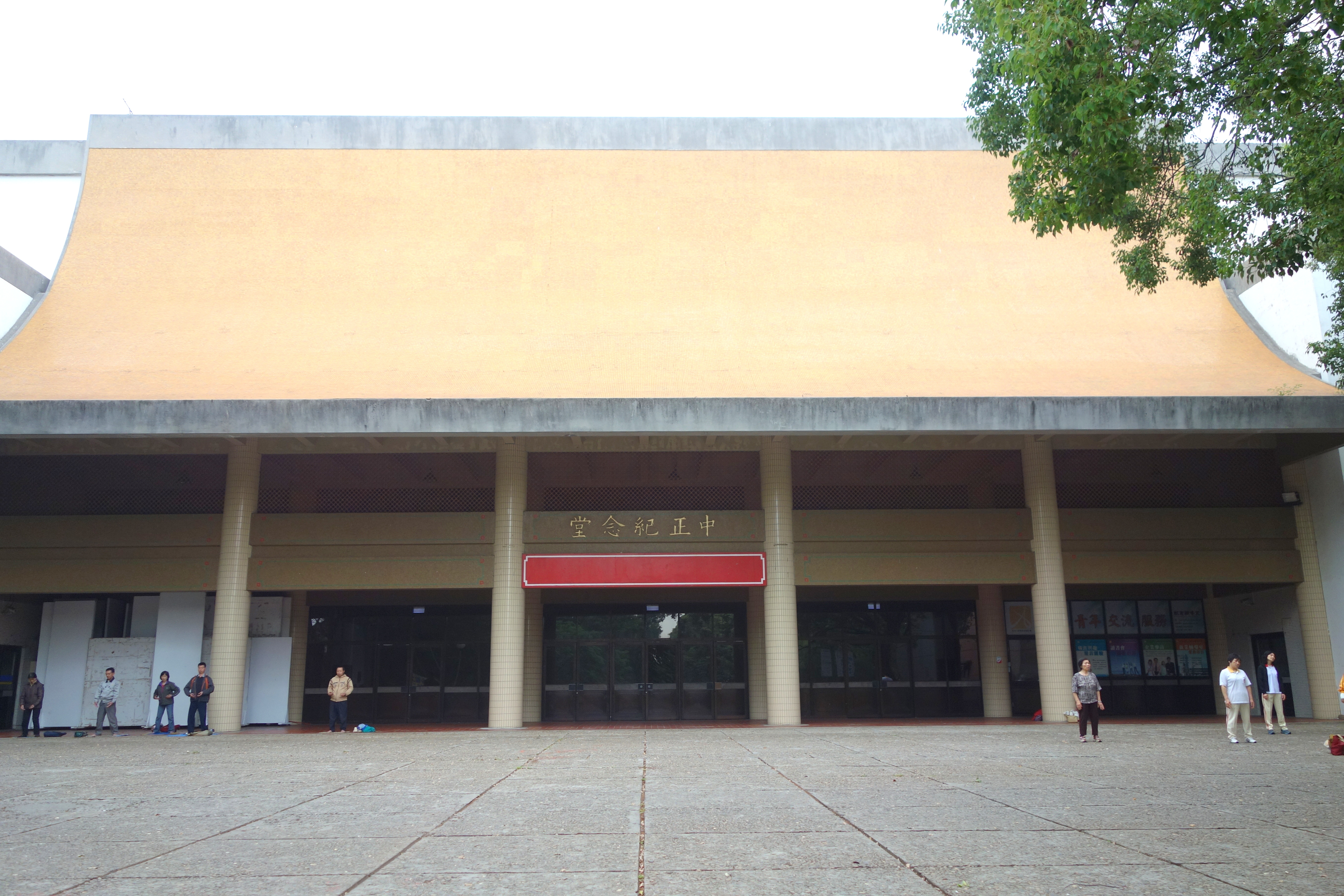
中正紀念堂

活動區
- 路思義教堂：東海最著名的建築，由建築師貝聿銘、陳其寬設計，雙曲面的薄殼建築，牆面「亦柱、亦樑、亦牆」，為台灣近代建築經典代表作之一。建於1963年。
- 畢律斯鐘樓：畢律斯鐘樓的銅鐘製於1883年，1966年由美國新罕布夏州基恩的教會捐贈給東海大學。

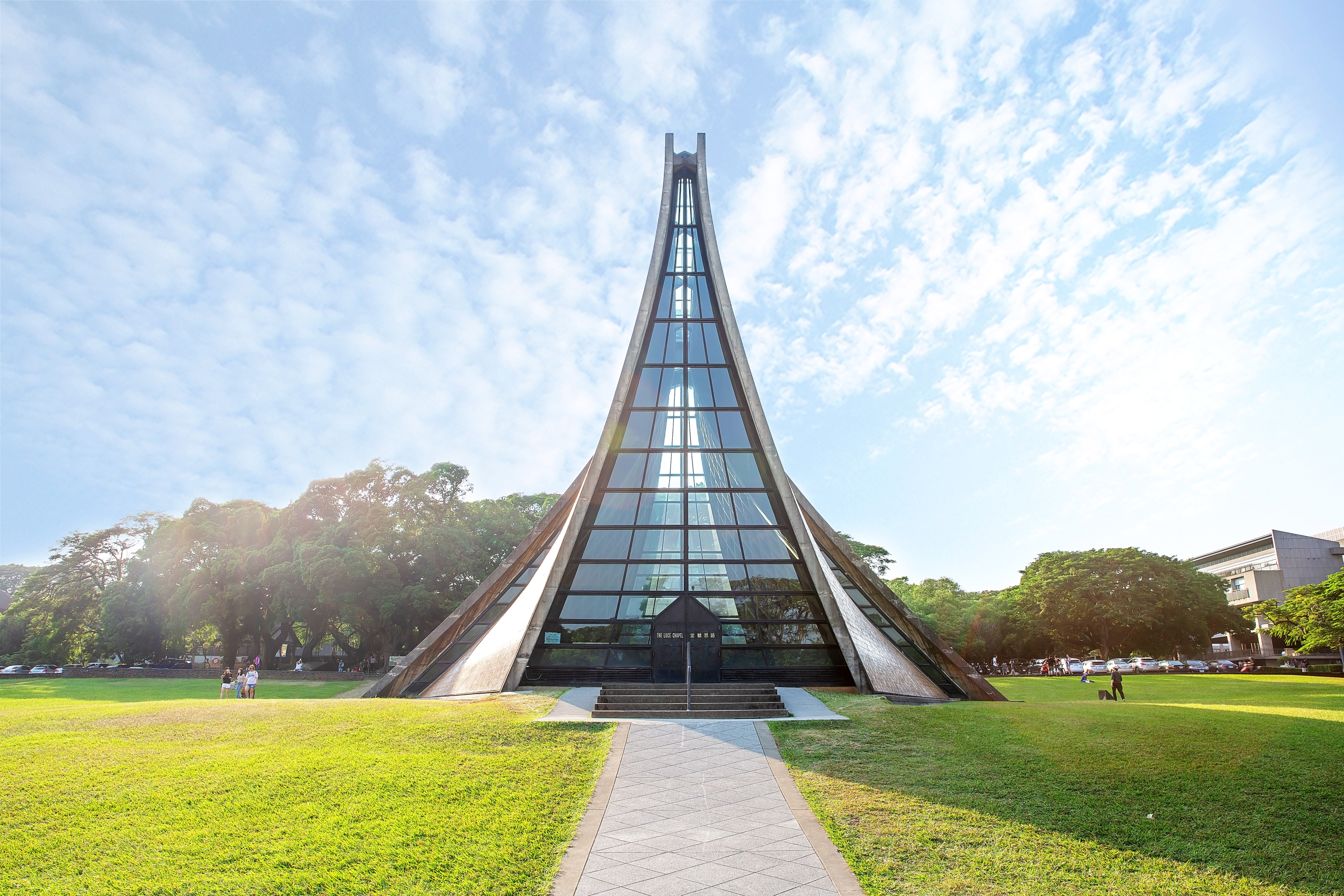
路思義教堂
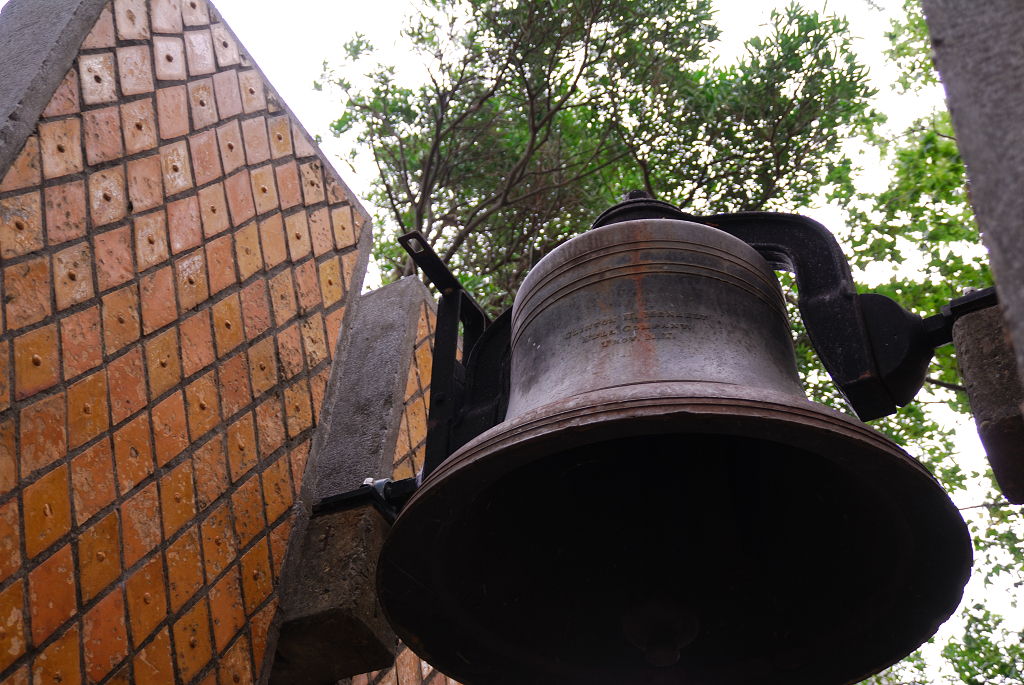
畢律斯鐘樓

牧場區
- 實習農牧場：佔地約六十甲，有廣闊的牧場草原，旁邊亦設有小型馬場。飼養乳牛、羊、豬、馬、梅花鹿及雞、鴨、鵝、孔雀等，為中台灣頗具規模的農牧場。
- 東海湖：由星雲大師捐贈，於1982年完工的人造湖，湖中央的東美亭為紀念哲學大師方東美所建。[97]

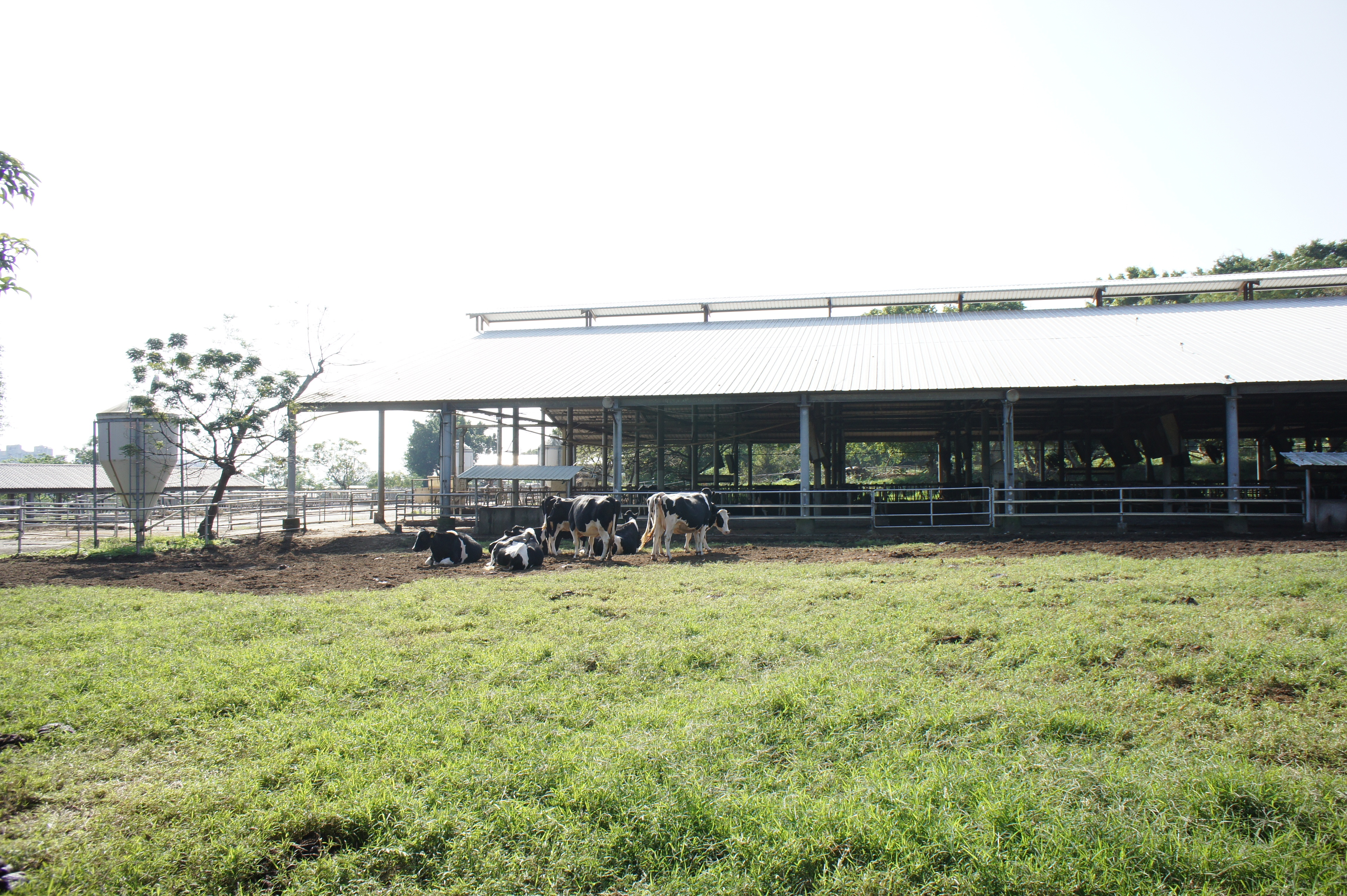
實習農牧場
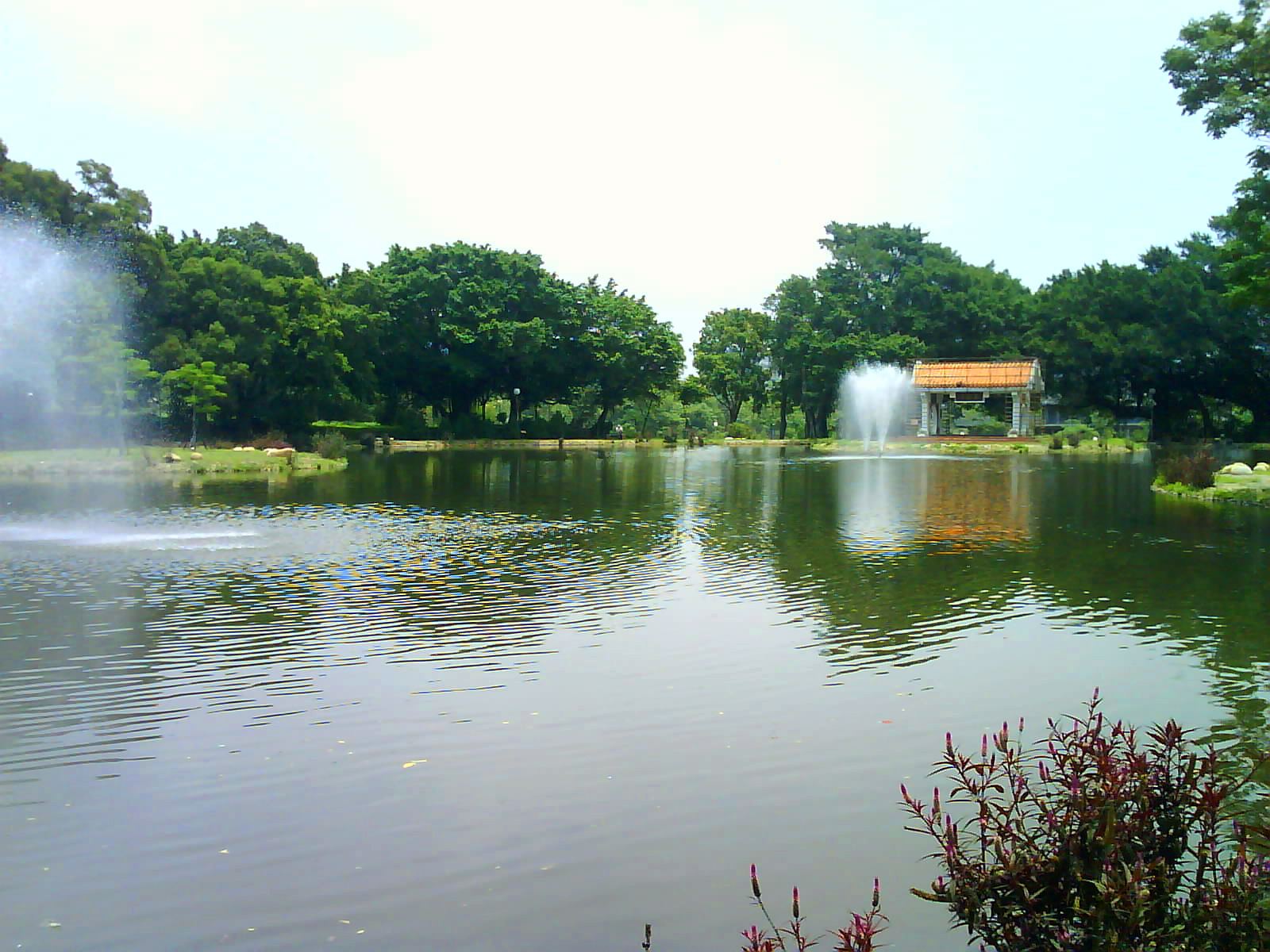
東海湖

## 校園文化

### 校園活動

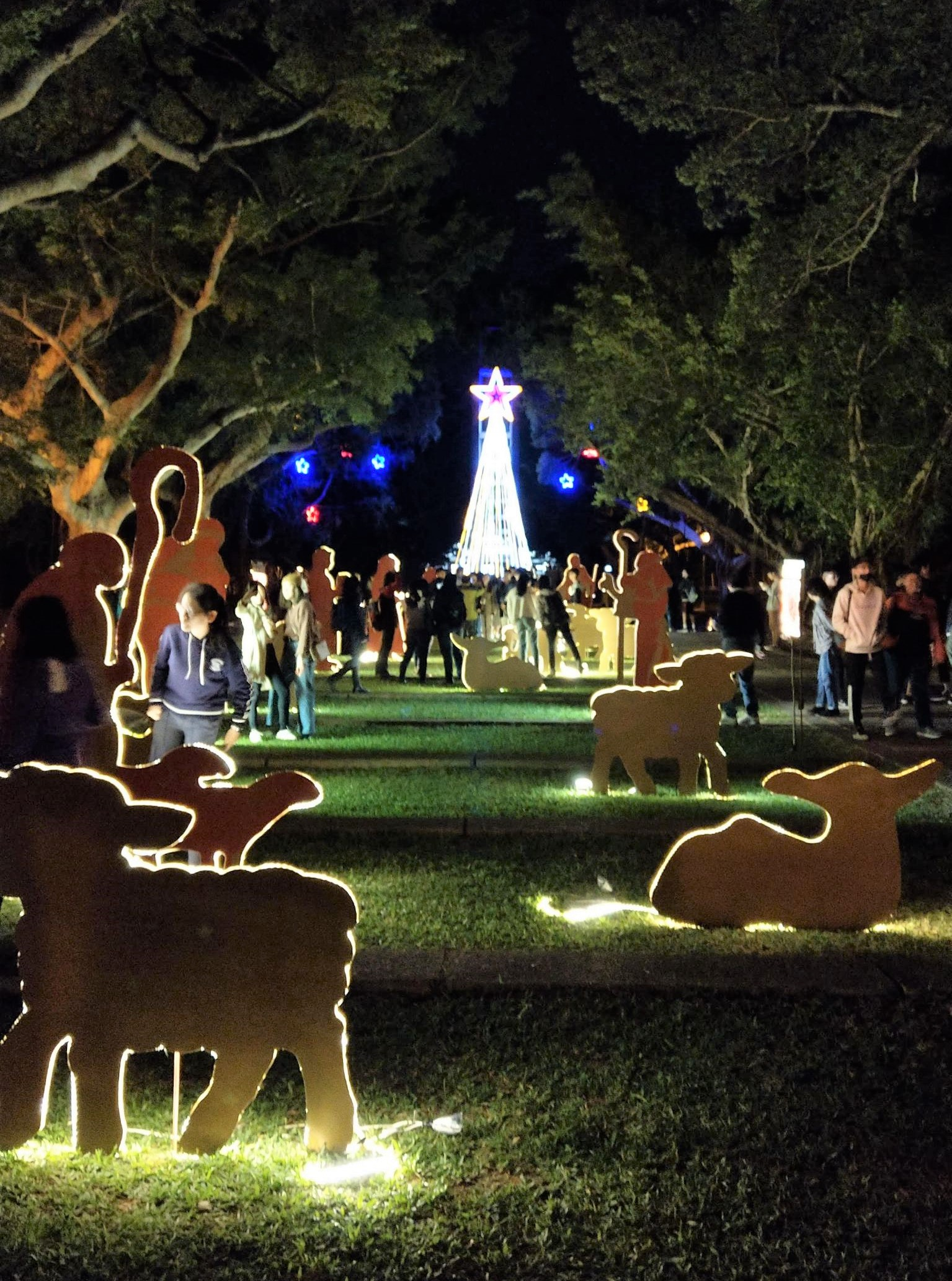
每年平安夜，東海會舉辦一系列活動，並在校園各處佈置聖誕裝飾

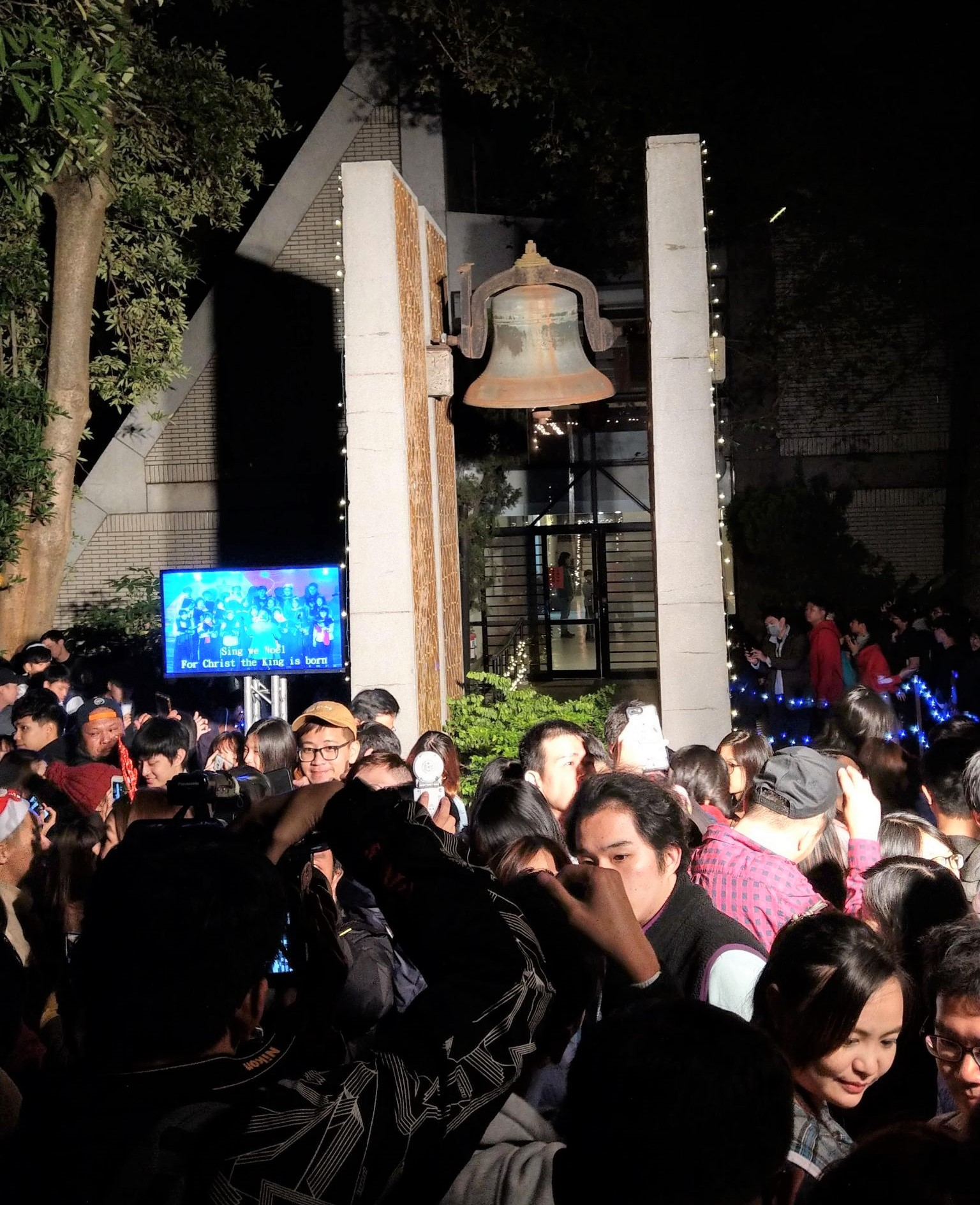
在畢律斯鐘樓前等待鐘聲第100響的群眾

- 鐘聲百響：每年12月24日平安夜，校牧室旁的畢律斯鐘樓會於23點58分40秒開始連續敲99+1下，象徵耶穌基督降生，為要尋找羊群中迷失的那一隻羊，而第100響時剛好是12月25日0分0秒。該活動在每年聖誕夜總吸引大量人潮進入東海校園。畢律斯鐘樓在每週日的四堂主日崇拜，亦會鳴鐘39響，實按耶穌基督被釘上十字架前，依古羅馬帝國法律所受鞭打的次數。
- 校園聖誕佈置：每年聖誕節前夕，東海校園會佈置溫馨的聖誕燈，亦會有許多學生創作的聖誕佈置。
- 聖誕舞會：常有學生會主辦的演唱會，以及各社團會在校園中作表演。建築系聖誕舞會、工設週晚會亦會在平安夜舉辦。
- 生存遊戲社聖誕遊行：每年聖誕夜，東海生存遊戲社會率領社團成員全副武裝，在校園以8字形路線進行遊行。沿途推廣生存遊戲，並以行動啟發學生在學期間應居安思危，以期未來能為國家社會有所貢獻。該活動的兩大特點，一為準備熱食送暖到校安組為校警隊加油，二為到一校區女生宿舍稍作巡邏，確保無可疑人士逗留。
- 全校勞作日：每年畢業典禮前一天下午，全校師生會一同大掃除。
- 金秋地球日：每年的10月22日，發起人為環境工程學系陳炳煌副教授，有感全球暖化危機，環保及綠能應更被重視因而發起。
- 植樹週：配合校園整體生態景緻，規劃植栽的樹種及區域，總吸引全校師生及校友或甚社區居民踴躍参與。

### 校園意識

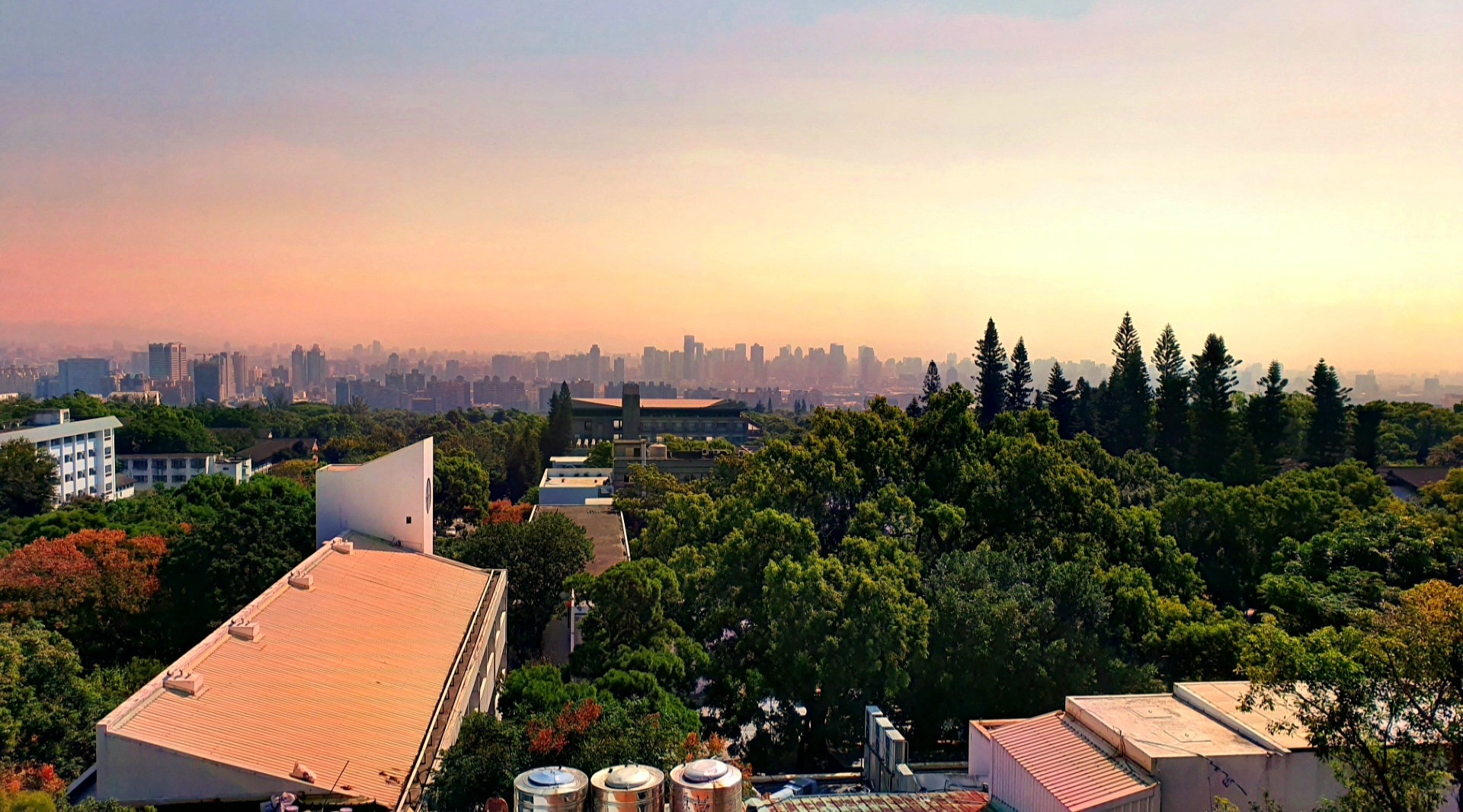
清晨的東海校園

東海大學以校園美景聞名，校內有「東海校園解說員社」，亦有關於東海校園建築景觀之書籍出版。在早期許多文學作品或建築書籍能找到相關論述，加上住校制度、小班制及勞作教育的實踐，東海的校園景觀成為了能凝聚東海人的重要資產，同時也形成了日後東海校園公共論述的重要基礎。
1970年代以來，隨著社會環境的變化及聯董會撤資，使東海大學在經過一番爭辯後，走向轉型與擴大發展。過程中因東海特殊的歷史和環境，產生了許多爭議與衝突：
1987年，東海大學決定將約農路旁的水圳（當時俗稱為「約農河」）加蓋。這起決定引發學生騷動、認為會破壞約農與兩側大樹，並要求校方調查學生意見並舉辦說明會。後來校方出於成本因素不考慮加蓋，但約農河加蓋事件，被視為東海大學內部討論校園規劃的開端。例如隔年東海大學試圖修建新宗教中心，學生行動更為主動、校方也開始舉辦公聽會。
1990年6月，時任校長梅可望與郵政總局達成協議，以後者贈與︁東海大學興建校舍款項為條件，交換︁東海大學相思林的部份校地。對交易不滿的學生組成「搶救相思林聯盟」，除了在6月20日抗議外，還與校方和郵政總局周旋數年，直至1994年郵政總局正式收走土地為止。這是東海大學首次︁大規模遊行、也被視為東海學運史的里程碑與象徵。
1999年，︁東海大學規劃拆除漢寶德設計的V大樓，並以新建築取而代之。引發學生、媒體、以及校友的大規模關注。該地後來改建為東海大學人文大樓，︁東海大學此後的建築範圍、允建高度、建蔽率等，都會受到嚴格規範。
2002年底，臺中市政府與工業區私下針對︁東海大學，提出多個穿越該校的聯外道路開發方案；其中就包含在東海大學的路思義教堂底下挖掘地下道、並連結中港路。這起方案在2002年10月受媒體大幅報導後，︁東海大學師生聯合當地居民，組織了多起抗議、並於11月5日舉行公投，表達壓倒性反對的聲音、令臺中市政府打消穿過︁東海大學的計畫。2003年11月24日，公共電視台的《我們的島》，以「東海保衛戰」為標題，報導了這起事件。
李杰穎在論文中指出，促成東海大學學生運動的動力，除了有當時的時代背景外（例如相思林事件的三月學運、東海保衛戰則出於師生對臺中工業區發展的焦慮），還包括學生們視︁東海大學校園為一共同體的想像。

### 學生自治

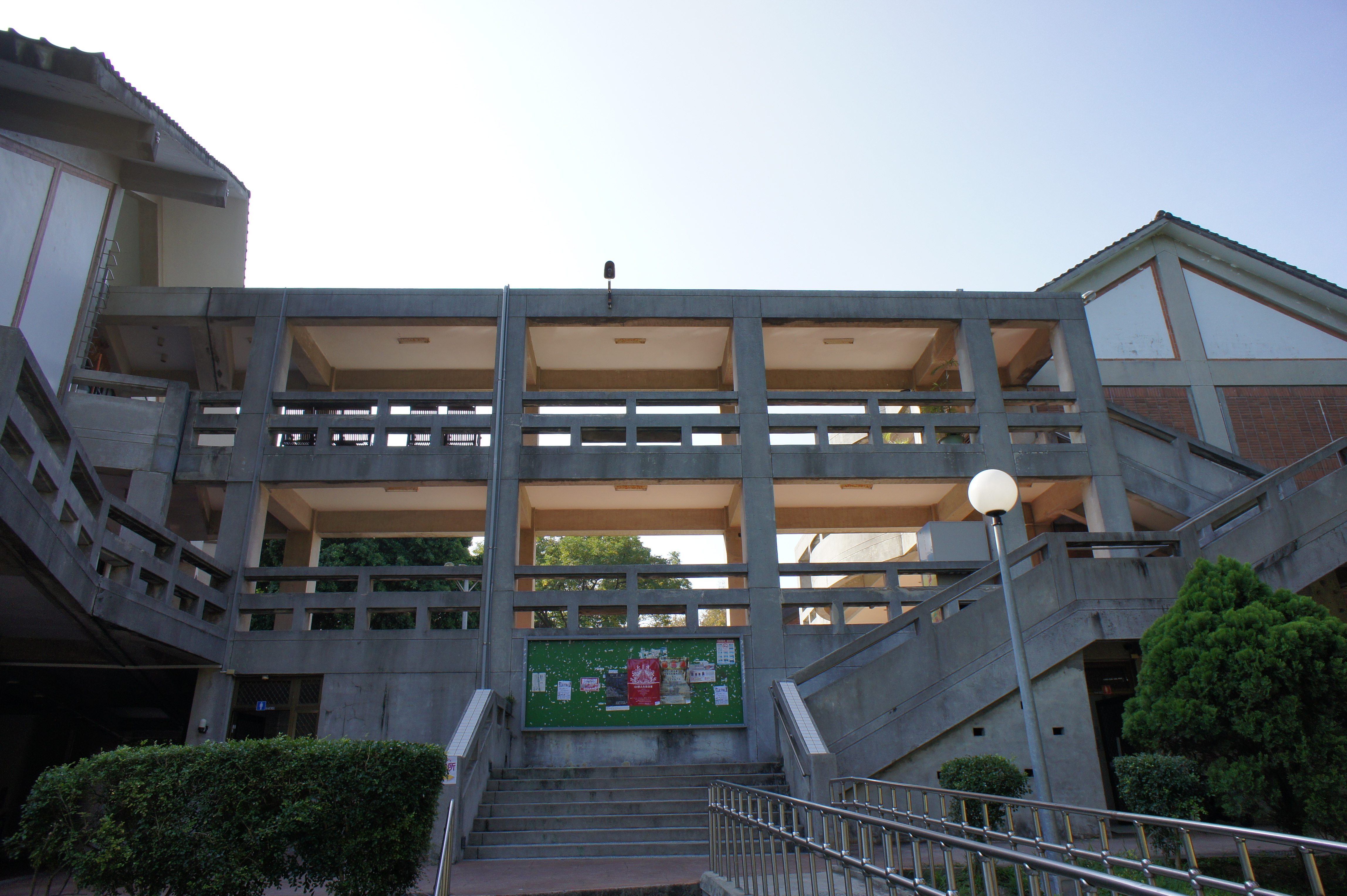
位於學生活動中心內的學生會，是校內學生自治組織中的最高單位

創校初期的東海大學因教會學校在台灣的獨特性有較自由的學風，校園內有榮推會、東風社、學生會、研究生聯誼會等學生組織，1970年代以後，由於這些社團積極參與了關於校園發展方向、校務變革的討論，累積了學生對於校園事務的公共參與。
東海大學學生會於1958年成立，是校內學生自治組織中最高的行政單位。現今東海大學學生會分為行政中心、學生議會、學生評議會、研究生學生聯合會、畢業生學生聯合會及進修部學生聯合會，行政中心設置秘書處、學權部（105學年正式更名，舊名生促部）、總務部、學會部、社團部、外務部、文化部、新聞部等七部一處，會長為學生普選產生。負責舉辦校內各項大型活動，亦協助處理學生權益相關問題，擔任學生與各行政單位間師生溝通的管道。除此之外也負責協助管理校內海報張貼、活動旗幟及場地協調等事務。學生議會由各系推選議員組成，議長由議員互選產生，負責監督行政中心經費使用。學生評議會由九位評議委員組成，委員由會長、議長及主席提名經議會同意任命之，主席由委員互選產生，負責仲裁事務等。2013年並首次通過學生政黨法，成為全台灣第一個確立政黨模式的學生自治團體。

## 研究成果

### 研究發展計畫
東海大學基於推動「Culture」與「Nature」結合的理念，以永續環境及生活品質為導向的全球環境暨永續社會發展計畫(GREEnS)，作為100-104年五年特色研究的重要方向，名為「全球環境暨永續社會發展」（Global Research & Education on Environment and Society，簡稱GREEnS）。　
GREEnS計畫聚焦在環境保護、生態學、綠色管理及綠色創意與生活等研究主題。由Global、Research、Education、Environment、Society組成綠色環境、綠色研究、綠色教育、綠色社會，進而培育綠色人才。計畫將以全球綠色創意與生態管理、環境保護與產業力提升的跨界對話平台作為己任，以大台中為基地，提升該校成為在亞洲區域具有一流活力的綠色研究發展特色重鎮，進而躋身為全球綠色研發體系中不可替代之角色。
GREEnS計畫共有「創新三維結構可降解人工骨材快速成型技術」、「區域、國家與社區的永續發展：環境治理的政治分析」、「綠色法律整合性研究性計畫」、「建構優質的長青生活品質與環境之研究」、「東海綠能開發與管理」及「綠色永續環境研究計畫」6大整合型計畫，將以此具體整合校內外跨領域研究計畫及學程，以綠色科學、企業與社會與數位創意為主軸，配合中長程發展計畫，使東海大學成為發展綠色科學研究之重鎮。

## 校友
截至2023年，東海大學校友人數已達約15萬人，遍布各領域。在台灣，東海大學於各縣市共設有17個校友會。海外部分，則涵蓋美國16個、加拿大3個，及其他國家和地區的9個校友會。
東海學術界知名校友包括杜克大學社會學教授林南、哈佛大學教授杜維明、耶魯大學教授孫康宜、芝加哥大學生物學教授吳仲義、伊利諾伊大學厄巴納-香檳分校實驗核物理學家彭仁傑、中國科學院物理學家蔡詩東等人。此外，校友亦含括國內外各大學校長，如紐約市立大學柏魯克分校校長吳思永、中國文化大學與中國醫藥大學前校長郭榮趙、國立中央大學前校長劉全生，以及曾任國立交通大學、中原大學與東海大學校長的阮大年等。校友共涵蓋涵蓋1名中國科學院院士、1名美國建築師學會榮譽院士、2名美國國家工程院士、2名美國文理科學院院士與14名的中央研究院院士（數理科學組2人、工程科學組1人、生命科學組7人、人文及社會科學組4人），其中中研院院士數量在臺灣排名第三。
除了學術桂冠得主外，在台灣政界知名校友有擔任過行政院、立法院院長的游錫堃、立法院副院長蔡其昌等人。校友包括行政院院長、立法院院長、部會首長、立法委員及各縣市首長等政界人士。在商業領域，東海大學的校友擔任過世界先進與YouBike微笑單車等企業的董事長。此外，還有英業達董事長李詩欽、中國人壽總經理與緯來企業董事長辜啟允、花旗銀行副董事長賈培源、奧美廣告大中華區執行長莊淑芬、以及長榮航空總經理鄭傳義等，皆在各自的領域中佔據重要地位。而文藝工作者則有詩人楊牧、作家許達然、主持人蔡康永與建築師姚仁喜等。體育領域也有國際奧林匹克委員會委員吳經國等。

## 歷年日間部師生比及新生註冊率
| 學年度 | 註冊率 |
| ------ | ------ |
| 106    | 89.06% |
| 107    | 90.18% |
| 108    | 92.03% |
| 109    | 92.98% |
| 110    | 94.08% |
| 111    | 81.29% |
| 112    | 94.08% |
| 113    | 93.17% |

- 110學年度日間部學生人數14700，專任老師人數554，日間部師生比26.52（學生數/老師數）。[115]

## 流行文化
東海校園廣袤，有許多文學作品及電影在校園取景或以東海為故事背景。

### 文學
- 余光中 《大度山》（1960年）
- 余光中 《重上大度山》（1961年）
- 許達然 《含淚的微笑》（1961年）
- 司馬中原 《啼明鳥》（1970年）：第一部以東海校園為場景的長篇小說。
- 蔣勳 《大度‧山》（1987年）

### 電影
- 女朋友（1974年）：本片由白景瑞執導、瓊瑤編劇，由林青霞、萧芳芳、秦祥林等主演，獲第12屆金馬獎優等劇情片獎項，講述年輕人的愛情故事，以東海大學為主要拍攝場景。
- 一一（2000年）：本片由楊德昌執導，並拿下第53屆坎城影展最佳導演獎，而劇中片段取景自東海大學。
- 街角的小王子（2010年）：以大學時代的社團生活為背景，並在東海大學取景。
- 女鬼橋（2020年）：改編自東海大學校園靈異傳說。
- 科學少女（2022年）：以東海大學為拍攝場景，劇中男女主角飾演東大附中的學生。

## 外部連結
- 東海大學 （页面存档备份，存于） （英文）（繁體中文）
- 東海環境教學資源中心-東海校園總覽 （页面存档备份，存于）
- 東海大學全球姊妹校列表 （页面存档备份，存于）